# فهرست ترانه‌های ضبط‌شده توسط بریتنی اسپیرز

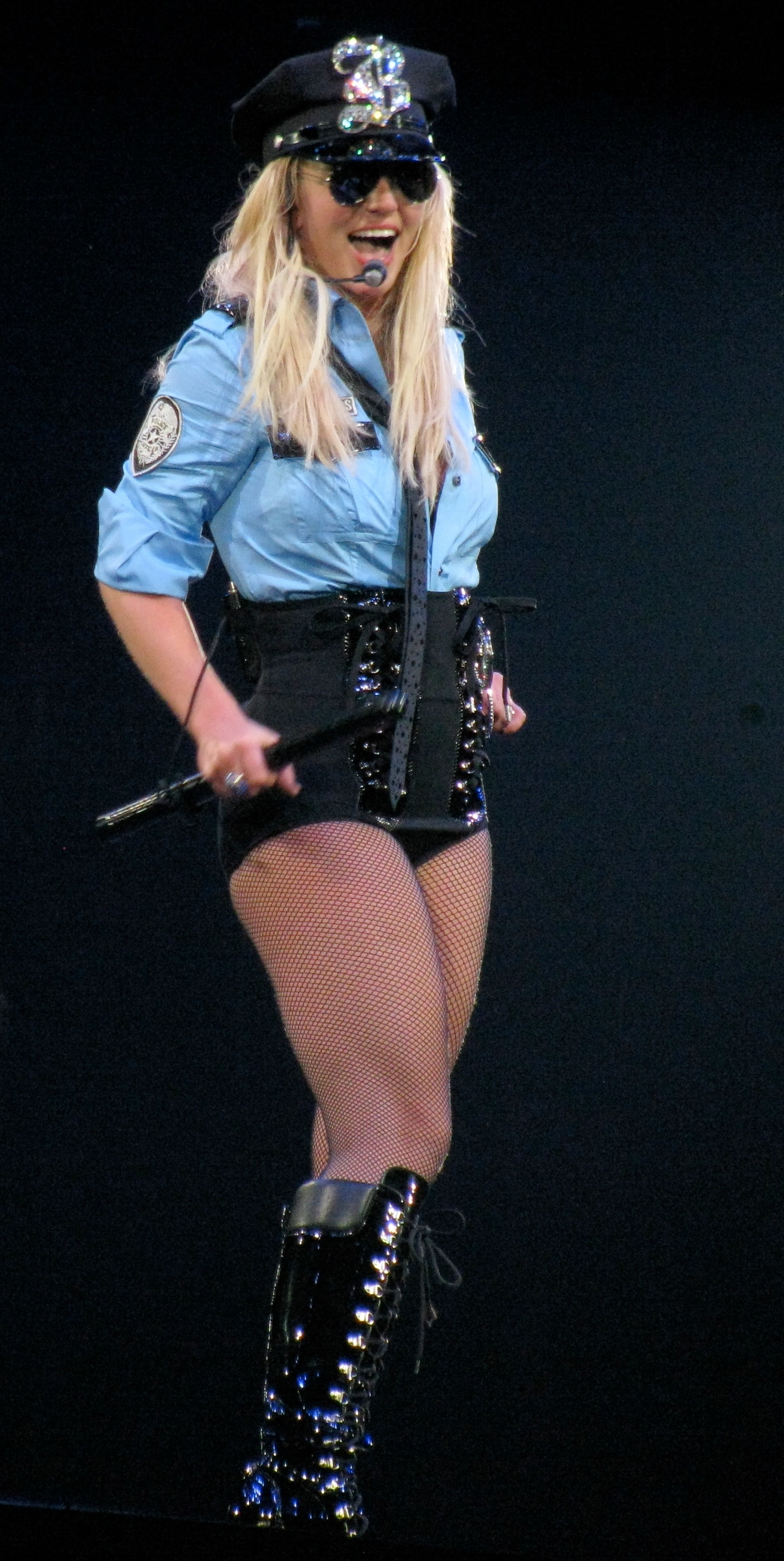
اسپیرز درحال اجرای «زن‌باره» در سیرک با هنرمندی بریتنی اسپیرز، ۲۰۰۹

بریتنی اسپیرز خواننده و ترانه‌نویس آمریکایی اولین ورود خود به جدول فروش موسیقی را در با انتشار تک‌آهنگ «عزیزم یک بار دیگر…» نوامبر ۱۹۹۸ ساخت و به موفقیت‌های جهانی دست یافت و توانست در رتبه ۱ جدول‌های فروش بسیاری از کشورها قرار بگیرد. به دنبال انتشار اولین آلبوم خود به نام ... عزیزم یک بار دیگر، آلبوم به رتبه ۱ در جدول آلبوم‌های کانادایی و بیلبورد ۲۰۰ رسید و بعداً چهارده گواهی پلاتین از انجمن صنعت ضبط موسیقی ایالات متحده آمریکا دریافت کرد. دومین آلبوم استودیویی اسپیرز به نام اوه!... باز هم دسته‌گل به آب دادم در ۱۶ مه ۲۰۰۰ منتشر گردید که با فروش افتتاحیه ۱٬۳۱۹٬۱۹۳ نسخه در هفته اول توانست به سریع‌ترین فروش آلبوم هنرمند زن در هفته اول انتشار در ایالات متحده تبدیل شود. این آلبوم با چهار تک‌آهنگ «اوه!... باز هم دسته‌گل به آب دادم»، «خوش‌شانس»، «قوی‌تر» و «نگذار من آخرین کسی باشم که می‌داند» پشتیبانی شد. در نوامبر ۲۰۰۱، اسپیرز سومین آلبوم استودیویی با نام خودش را با تک‌آهنگ پرطرفدار «من برده تو هستم» که با تغییر قابل توجه سبک موسیقی خود همراه بود، را منتشر کرد. او بعد از دوسال وقفه در فعالیت هنری خود، چهارمین آلبوم استودیویی‌اش را در نوامبر ۲۰۰۳ به نام داخل محدوده منتشر کرد. آلبوم با تک‌آهنگ همکاری «من در برابر موسیقی» با همراهی مدانا به همراه بود که به مقام اول ۱۰۰ تک‌آهنگ داغ اروپایی رسید و تک‌آهنگ «سمی» که توانست اولین جایزه گرمی اسپیرز در رده بهترین ضبط رقص و ستایش‌های بسیاری را از طرف منتقدان موسیقی بدست آورد. یک سال بعد اولین آلبوم آلبوم گردآوری‌شده او به نام بهترین آهنگ‌ها: میراث من منتشر شد و توانست بیش از ۶ میلیون نسخه در سراسر جهان به فروش برساند.
به دنبال مبارزات خصوصی وی در سال ۲۰۰۷، اسپیرز پنجمین آلبوم استودیویی خود را به نام خاموشی را در اکتبر همان سال منتشر کرد. برخلاف همهٔ آلبوم‌های قبلی اسپیرز، خاموشی به واسط مصاحبه با مجلات، حضور گفتگو-نمایش یا در تلویزیون و اجرای تلویزیونی تبلیغ نشد و به جز اجرا در ام‌تی‌وی ویدئو موزیک آواردز ۲۰۰۷، با تور پشتیبانی همراه نبود و نتوانست به موفقیت خوبی دست یابد. با این حال، آلبوم با پشتیبانی تک‌آهنگ‌های «باز هم می‌خوام» و «تکه‌ای از من» توانست بیش از ۳ میلیون واحد در سراسر جهان به فروش برساند. با انتشار ششمین آلبوم استودیویی اسپیرز به نام سیرک، اسپیرز تبدیل به تنها هنرمند در تاریخ نیلسن سانداسکن از ۱۹۹۱–تاکنون شد که چهار آلبوم آغازین او ۵۰۰۰۰۰ نسخه یا بیشتر در ایالات متحده به فروش می‌رساند. این آلبوم با انتشار «زن‌باره» و «سیرک» توانست بیش از چهار میلیون نسخه در سراسر جهان به فروش برساند. سومین آلبوم گردآوری شده اسپیرز، مجموعه تک‌آهنگ‌ها با سومین تک‌آهنگ شماره یک اسپیرز، «۳» در ایالات متحده همراه بود. در سال ۲۰۱۱، او ترانه «علیه من به‌کار می‌بری» را منتشر کرد که، که باعث شد اسپیرز به دومین هنرمند بعد از ماریا کری تبدیل شود در تاریخ ۵۲ ساله جدول ۱۰۰ آهنگ داغ بیلبورد که یک یا دو ترانه را در کمترین مدت زمان به رتبه یک می‌رساند. این ترانه در هفتمین آلبوم استودیویی اسپیرز، زن افسونگر (۲۰۱۱) گنجانده شده‌است که به رتبه یک در ایالات متحده رسید. هشتمین آلبوم استودیویی اسپیرز، بریتنی جین در سال ۲۰۱۳ منتشر شد؛ این آلبوم با فروش تجاری کمی همراه بود و بررسی‌های مختلطی از منتقدان موسیقی دریافت کرد اما تک آهنگ «سلیطه کار کن» توانست گواهی پلاتین را برای فروش بیش از یک میلیون نسخه در ایالات متحده دریافت کند. گلوری نهمین آلبوم استودیویی اسپیرز است که در ۱۶ اوت ۲۰۱۶ منتشر شد و با ستایش‌های منتقدان و موفقیت‌هایی در جدول‌ها همراه داشت، با این حال نتوانست به موفقیت‌های چند آلبوم قبلی اسپیرز دست یابد.
اسپیرز بسیاری از ترانه‌هایش را نوشت و ضبط کرد که هرگز به‌طور رسمی منتشر نشده‌است. چندین ترانه منتشر نشده برای قرار دادن در آلبوم استودیوی او، بریتنی (۲۰۰۱)، داخل محدوده (۲۰۰۳)، خاموشی (۲۰۰۷)، سیرک (۲۰۰۸) و زن افسونگر (۲۰۱۱) برنامه‌ریزی شده بود، اما در نهایت این ترانه‌ها برای انتشار رد شد. بسیاری از ترانه‌های ثبت شده در بخش غیرمستقیم وجود دارد که به‌صورت تجاری منتشر نشده‌است، اما مورد توجه رسانه‌ها قرار گرفته‌است یا توسط خود اسپیرز تأیید شده‌است. بسیاری از ترانه‌هایی که منتشر نشده‌اند به‌طور مستقیم (معمولاً توسط شرکت او، بریتنی اسپیرز میوزیک) با ارگان‌های حرفه ای مانند دفتر حق تکثیر ایالات متحده آمریکا، (بی‌ام‌آی) و انجمن آهنگسازان، پدیدآوران و ناشران آمریکا (ASCAP) ثبت شده‌است.
اثرهای منتشر نشده این خواننده پاپ شامل ترانه‌های است که توسط اسپیرز و نسخه‌های نمایشی ضبط شده‌است، برخی از آنها توسط هنرمندانی همچون جاستین تیمبرلیک و لیدی گاگا نوشته شده‌است. در سال ۱۹۹۷، اسپیرز «امروز» را که در اصل برای تونی برکستون منظور شده بود را ضبط کرد. در سال ۲۰۰۶ قطعه‌های «شورشی» و «برای خواهرم» در وب سایت رسمی اسپیرز منتشر شد. او همچنین ترانه‌هایی را که بعداً به سایر هنرمندان داده شد، مانند خواهرش جیمی لین اسپیرز، سلنا گومز، و خواننده کره ای بوآ را سروده و ضبط کرده‌است. همچنین چندین ترانه اسپیرز بدون رسیدن به انتشار رسمی، در اینترنت فاش شده‌است. برخی از فاش شده‌ها از جمله «وقتی می‌گویم پس»، «من گناهکار هستم»، «عشق دیوانه وار» و «تلفن» که توسط گاگا منتشر شده بود، در طول سال ۲۰۱۰ مورد توجه چشمگیری قرار گرفت. مجموعه ترانه‌هایی که در تاریخ ۶ اکتبر ۲۰۱۱ فاش شدند، نام «بریتمس» را برایشان دریافت کرد. یک قطعه شایعه به نام «سوختن» وجود داشته‌است که دارای علامت گفتگوی منحصر به فرد است و موسیقی پس زمینه ترانه «نگاه کنید چه کسی اکنون صحبت می‌کند» قرار گرفته‌است.
اسپیرز تاکنون بیش از ۱۰۰ میلیون رکورد در سرار جهان فروخته‌است که فقط ۲۸٫۶ میلیون تک‌آهنگ دیجیتالی را در ایالات متحده به فروش رسانده‌است و او به یکی از پرفروش‌ترین هنرمندان موسیقی در تمام دوران‌ها تبدیل شده‌است. بیلبورد او را به عنوان هشتمین هنرمند برتر دهه معرفی کرد؛ و همچنین او را به عنوان پرفروش‌ترین آلبوم‌های هنرمند زن دهه اول اول قرن بیست و یکم و همچنین در کل پنجمین هنرمند شناخته شده‌است. همچنین گواهی‌نامه انجمن صنعت ضبط آمریکا (آرآی‌ای‌ای) اسپیرز را با فروش ۳۴٬۵ آلبوم دارای گواهینامه، به عنوان هشتمین هنرمند برتر زن در ایالات متحده عنوان کرد. اسپیرز یکی از معدود هنرمندان تاریخ است که در هر سه دهه از حرفه خود (دهه ۱۹۹۰، ۲۰۰۰ و ۲۰۱۰) توانسته یک آلبوم استودیویی و یک تک‌آهنگ رتبه یک به دست بیاورد.

## ترانه‌ها

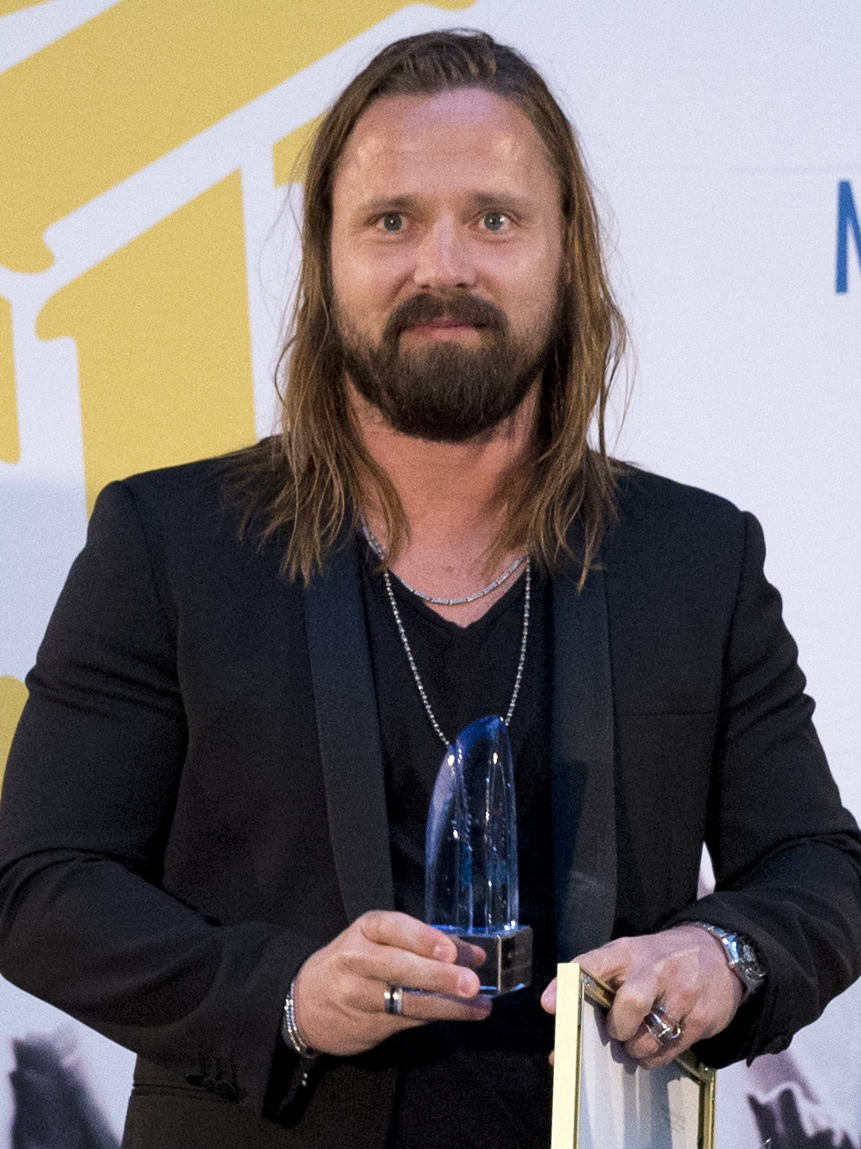
مکس مارتین بسیاری از ترانه‌های اجراشده توسط اسپیرز را سروده است.

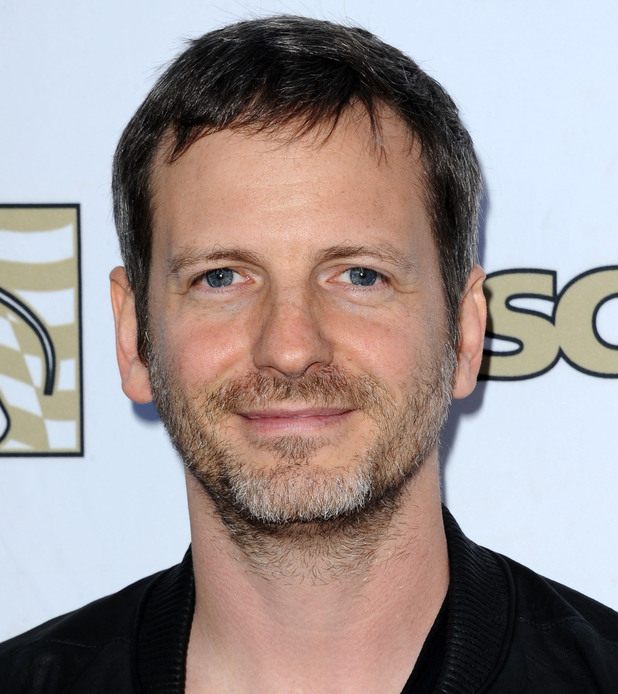
دکتر لوک در ده ترانه اجرا شده توسط اسپیرز، ازجمله «سیرک» نویسنده مشترک بوده است.

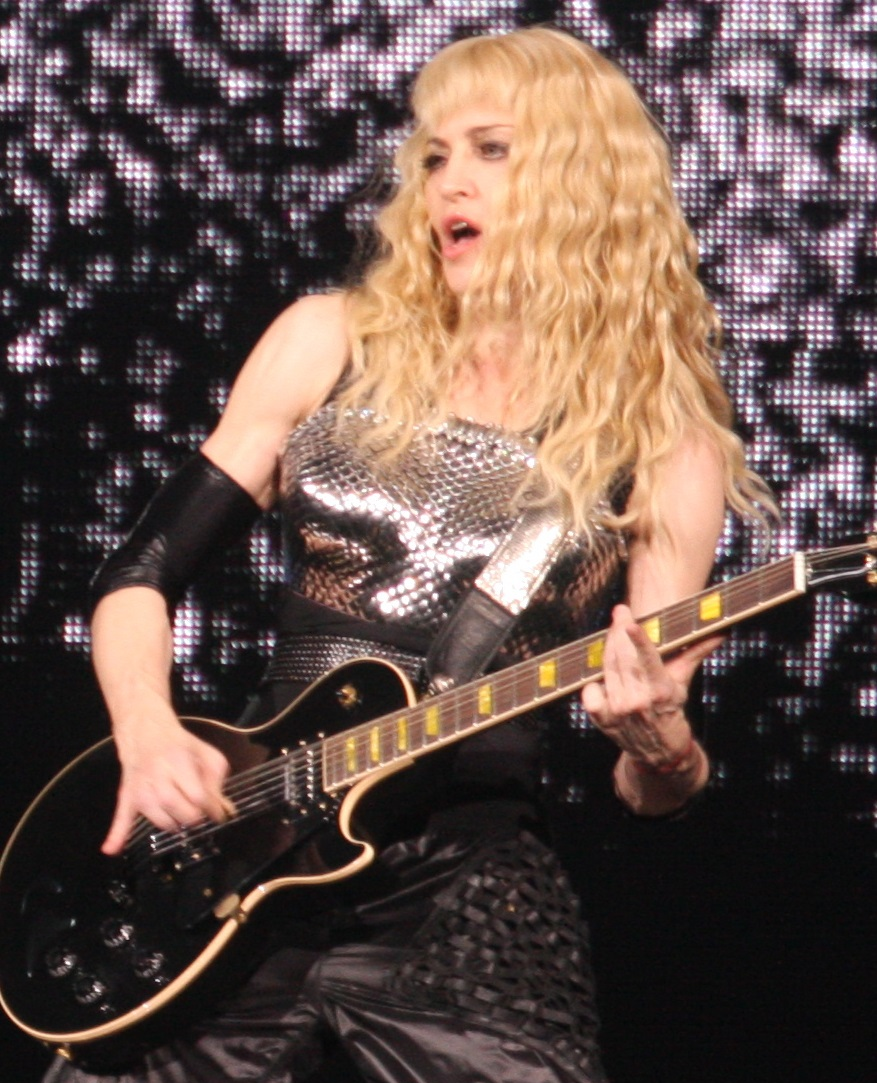
مدونا در ترانه «من در برابر موسیقی» با اسپیرز همکاری کرد

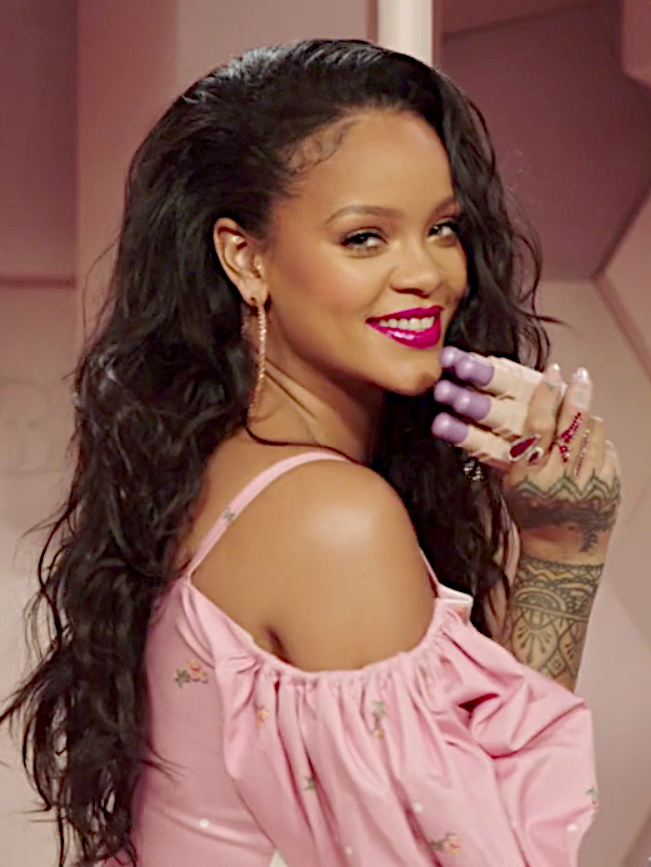
اسپیرز در ریمیکس «اس و ام» با ریانا همکاری کرد

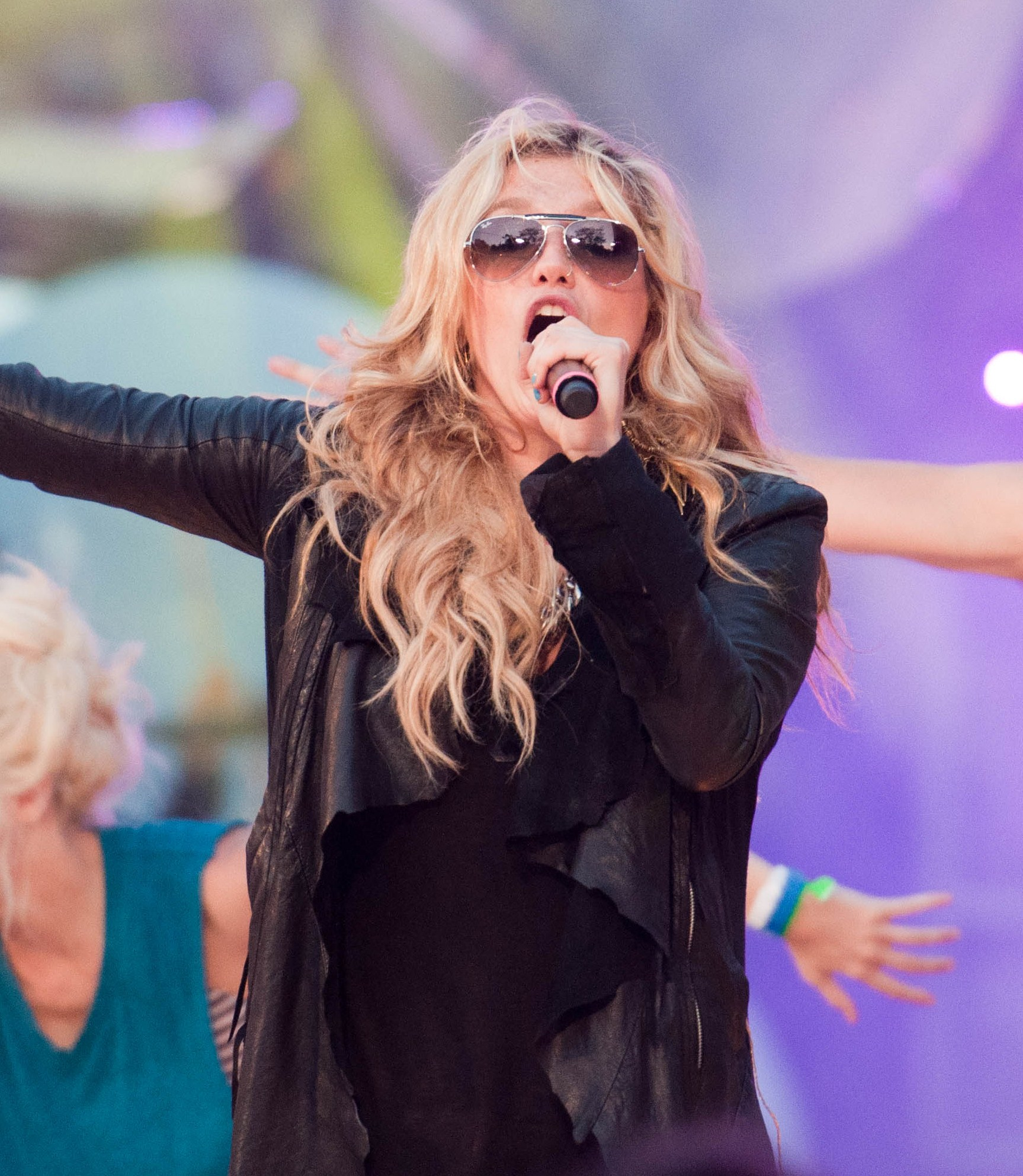
کشا به‌صورت مشترک «تا دنیا دنیاست» را سروده است.

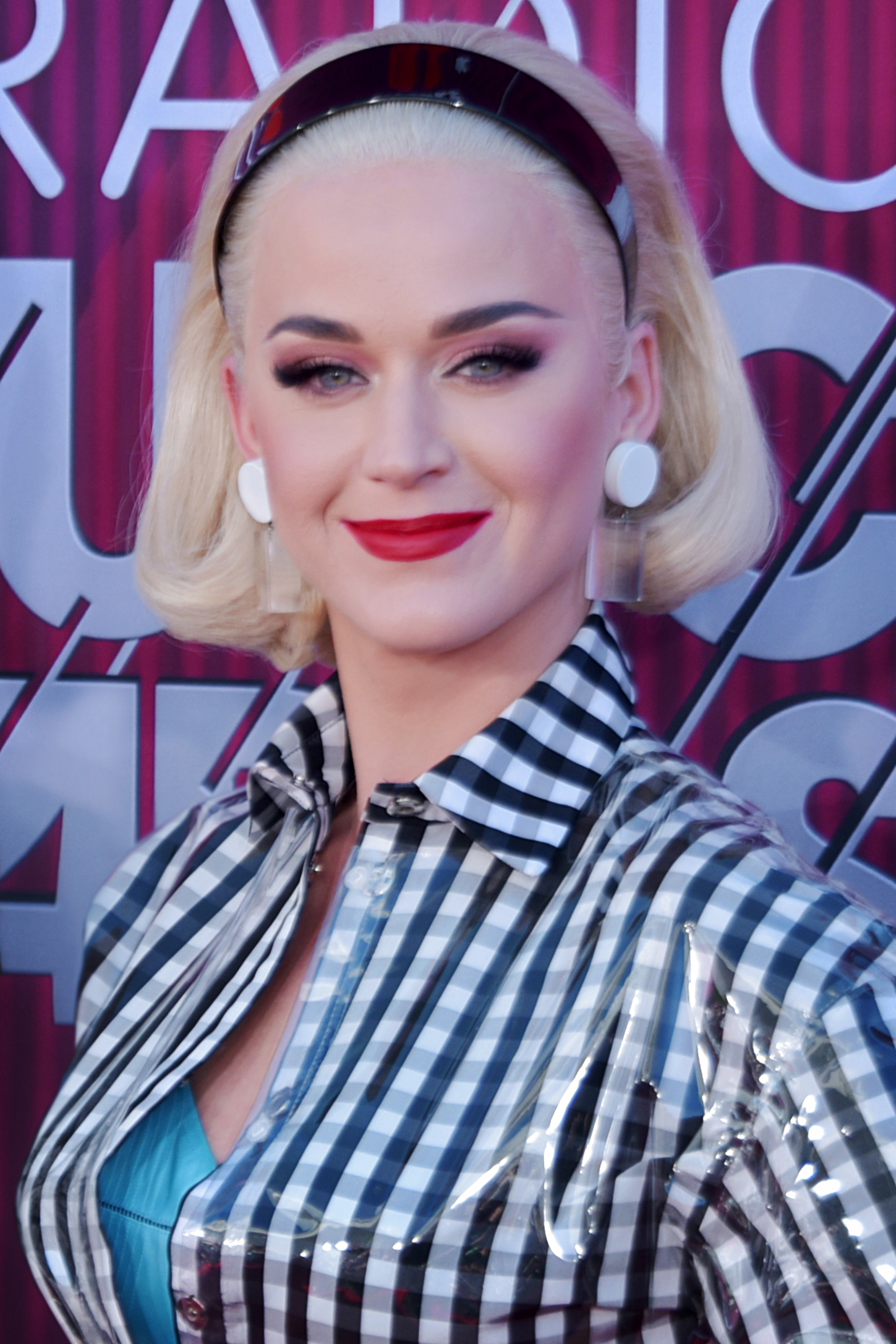
«مسافر» از آلبوم بریتنی جین به‌صورت مشترک توسط کیتی پری نوشته شده است.

لیدی گاگا به‌صورت مشترک «کوئیک‌استند» از سیرک را نوشته است.

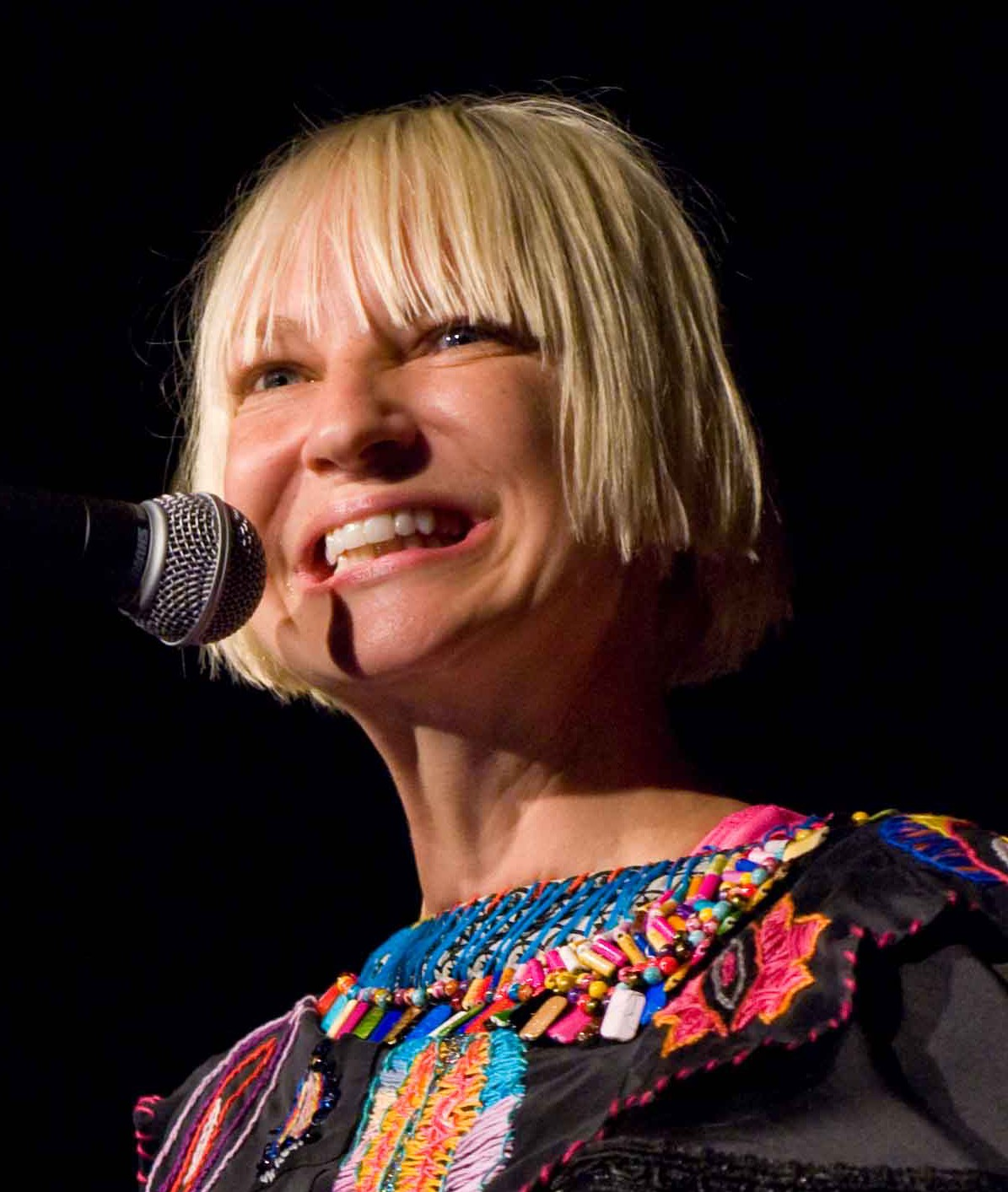
سیا به‌صورت مشترک «عطر»، «مسافر»، و «ستاره پرنور اول صبح» از بریتنی جین را سروده است.

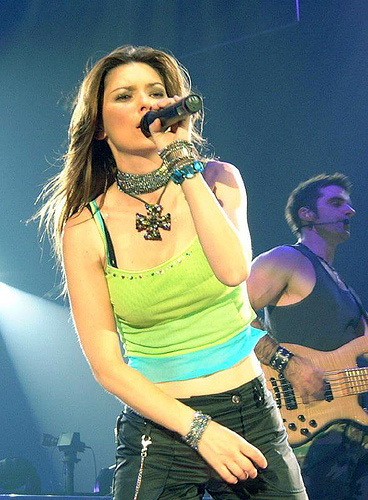
"Don't Let Me Be the Last to Know" was co-written by Shania Twain.

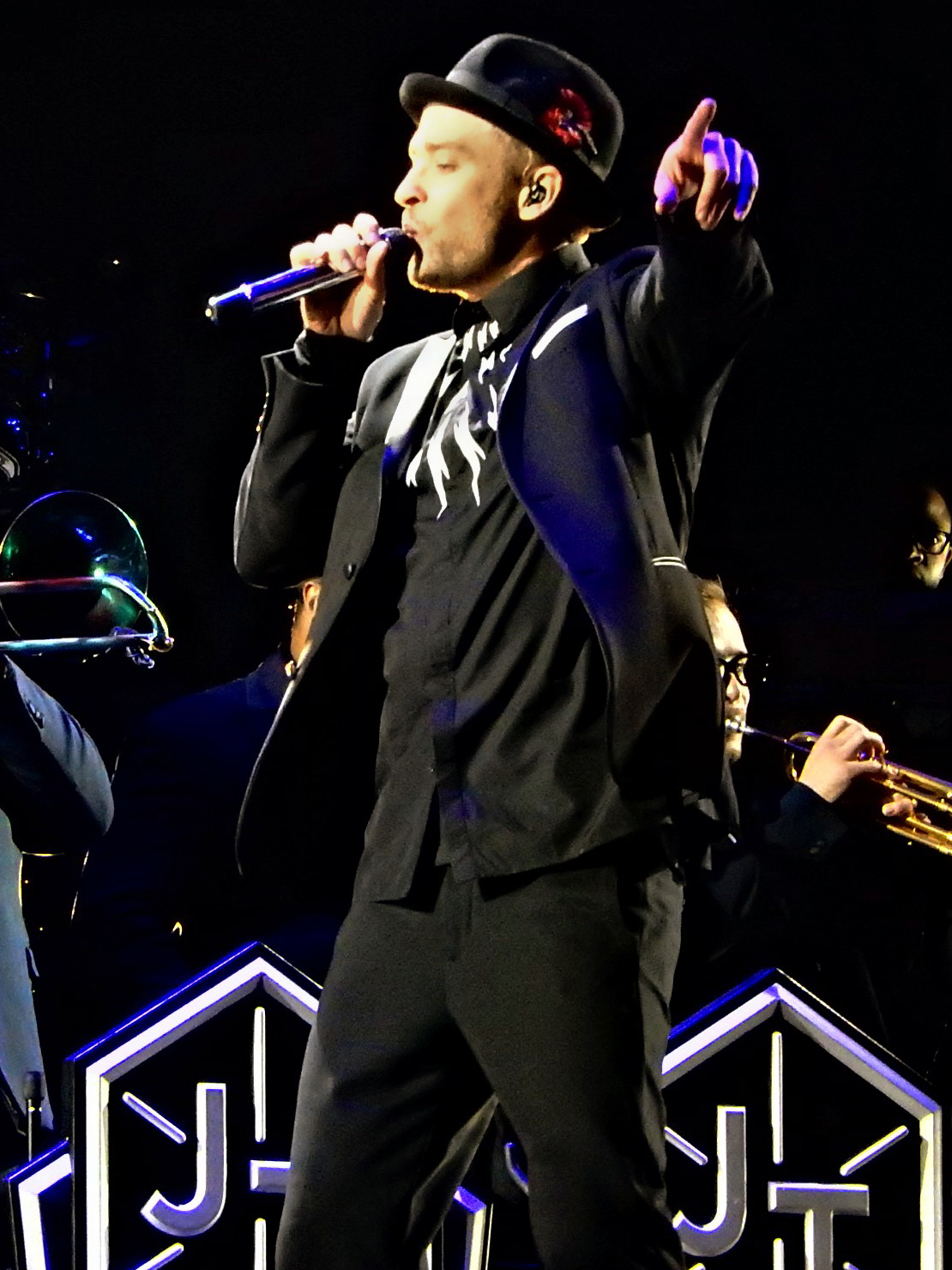
"What It's Like to Be Me" from Britney was co-written by Justin Timberlake.

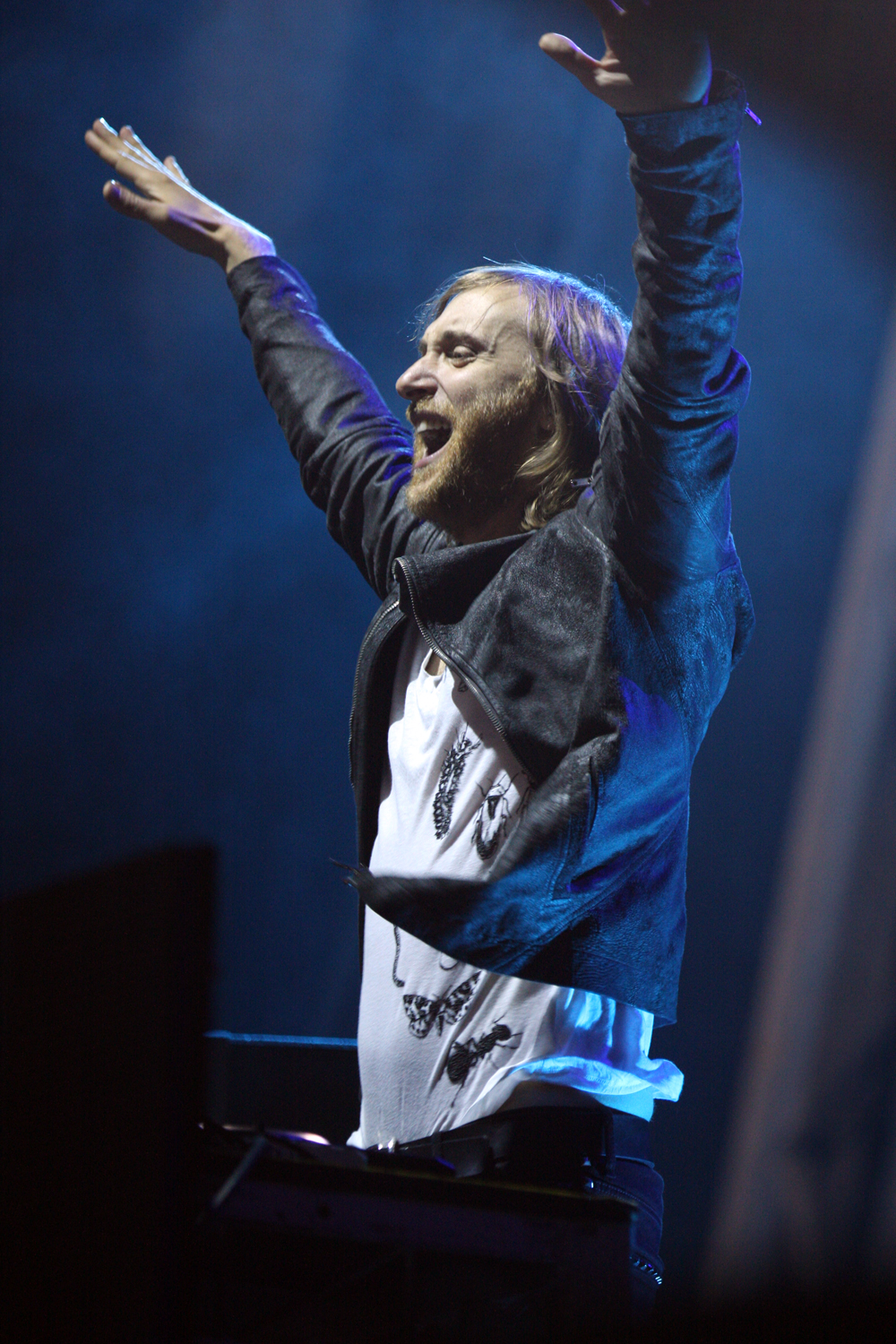
David Guetta co-wrote "Body Ache" and "It Should Be Easy" from Britney Jean.

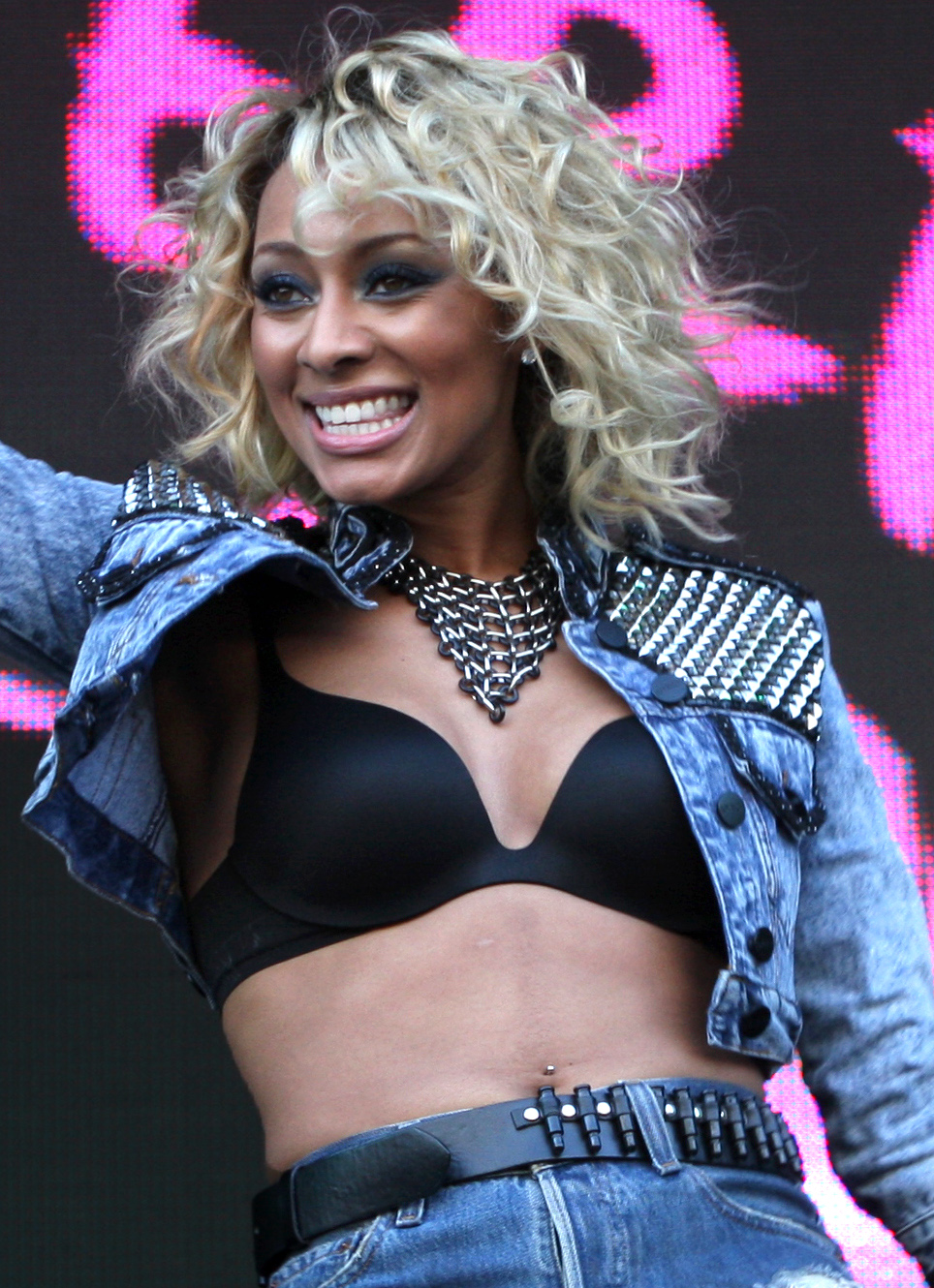
Keri Hilson co-wrote four songs from Blackout, including "Gimme More".

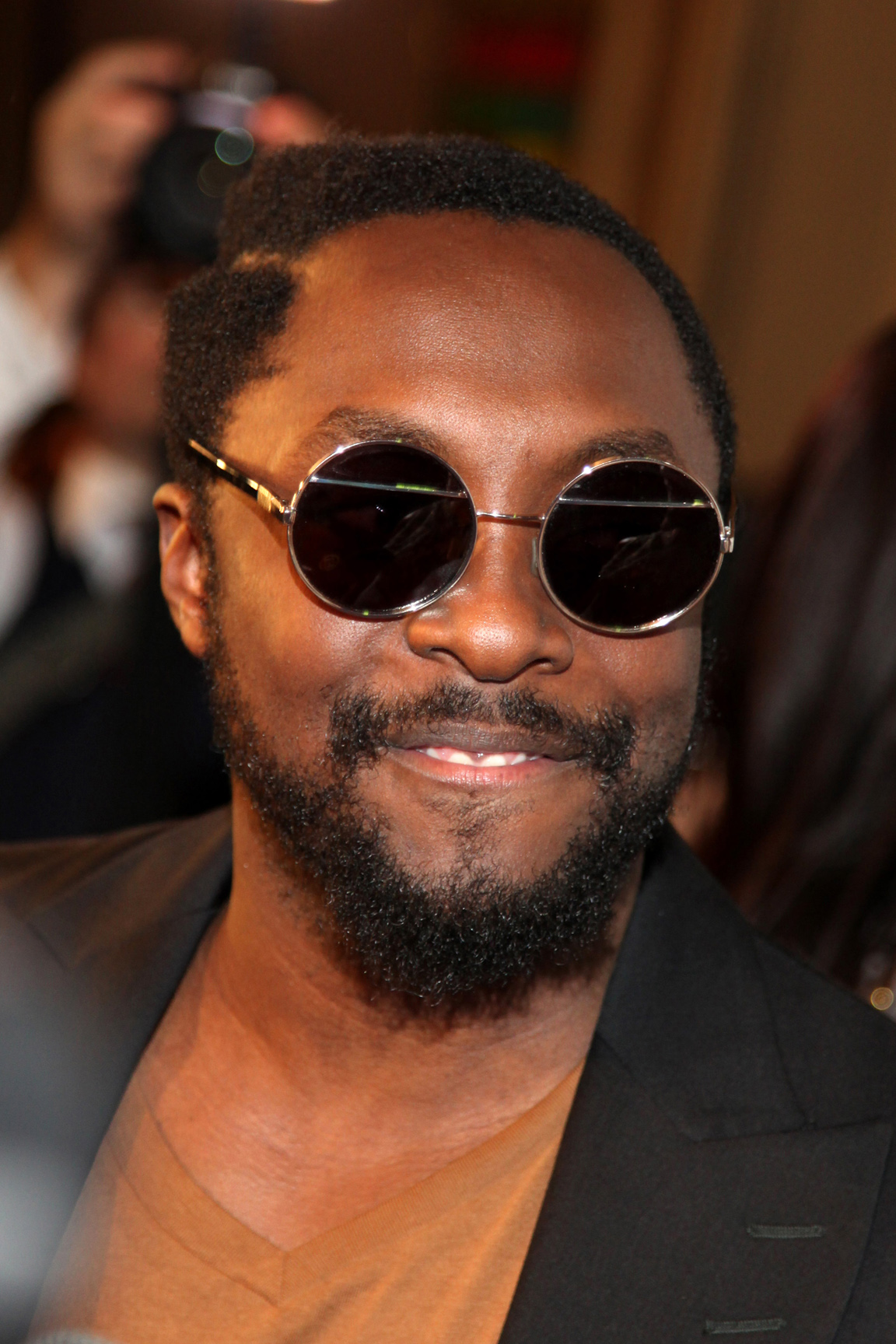
will.i.am is featured on Spears' "Big Fat Bass" and "It Should Be Easy", and Spears is featured on will.i.am's "Scream & Shout".

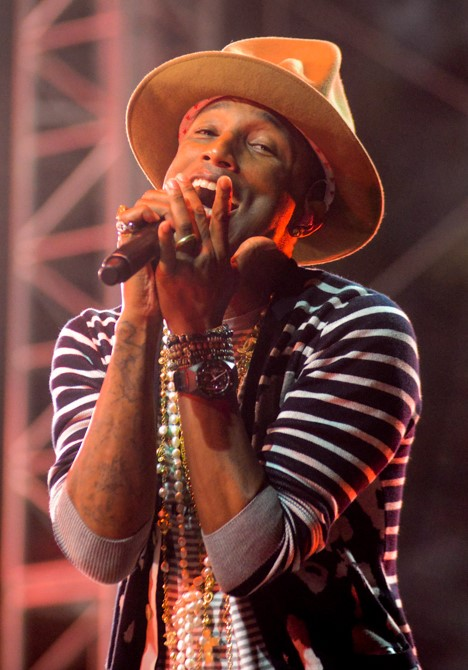
Pharrell Williams co-wrote "I'm a Slave 4 U" and "Boys".

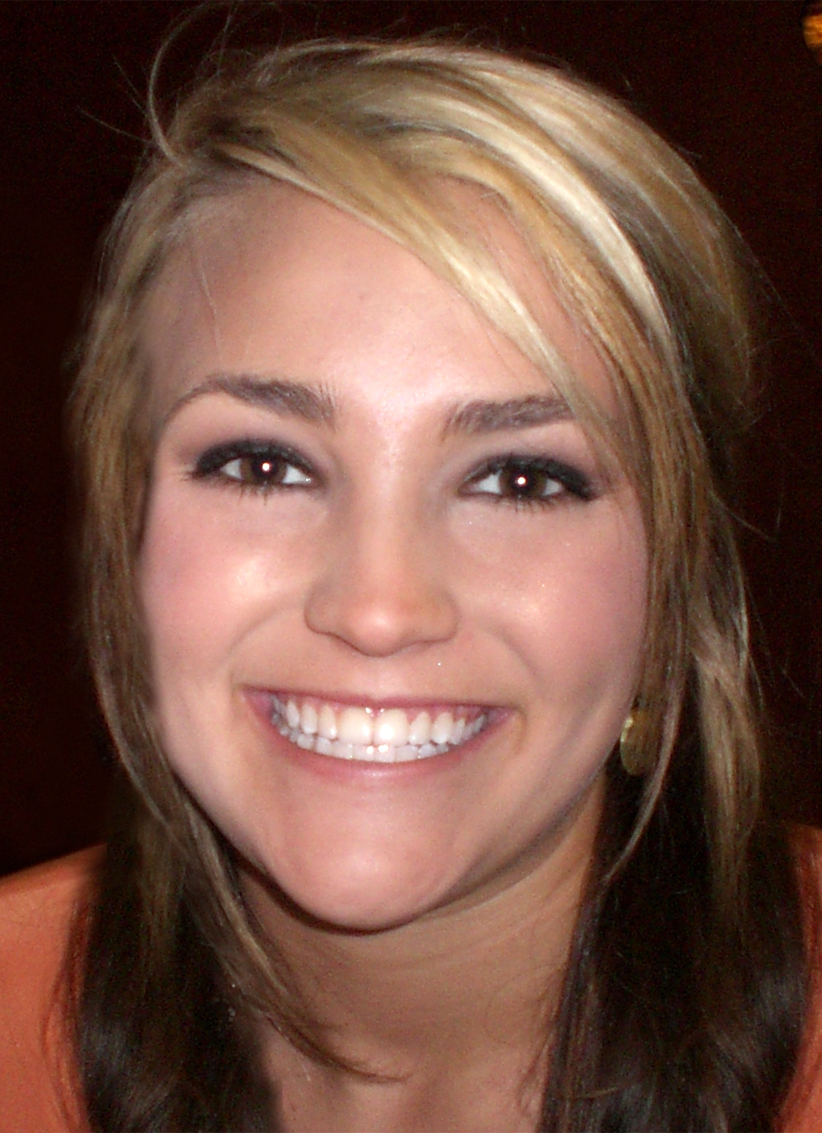
"Chillin' with You" features Jamie Lynn Spears.

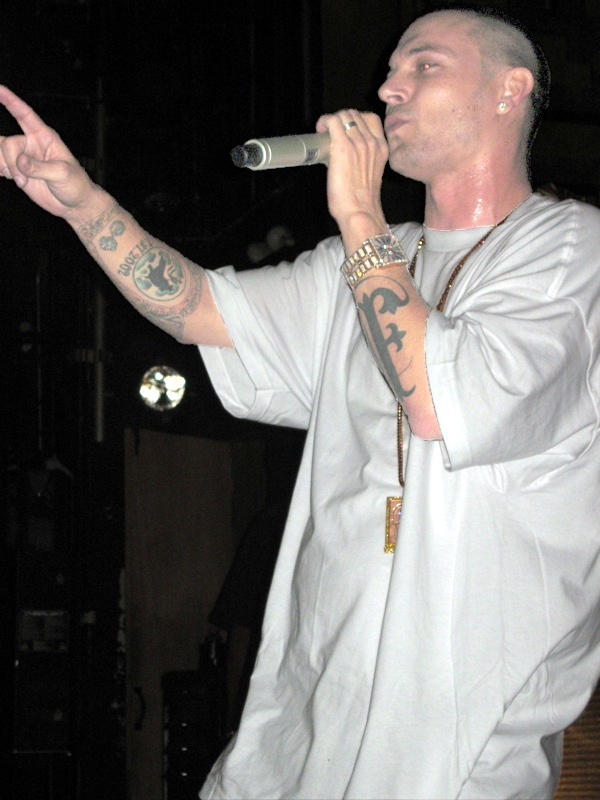
"Crazy" was performed by Kevin Federline featuring Spears.

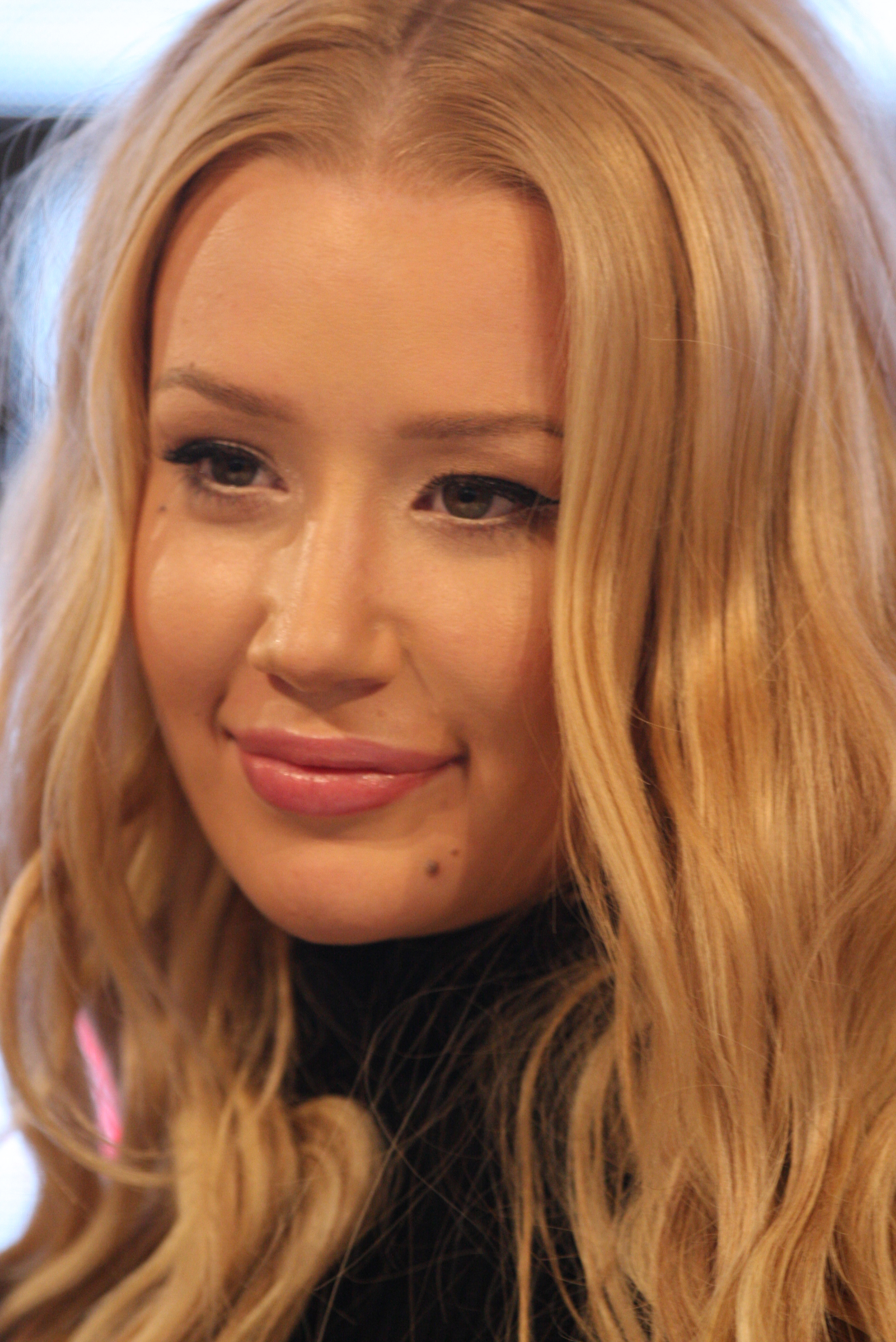
Iggy Azalea collaborated with Spears on "Pretty Girls".

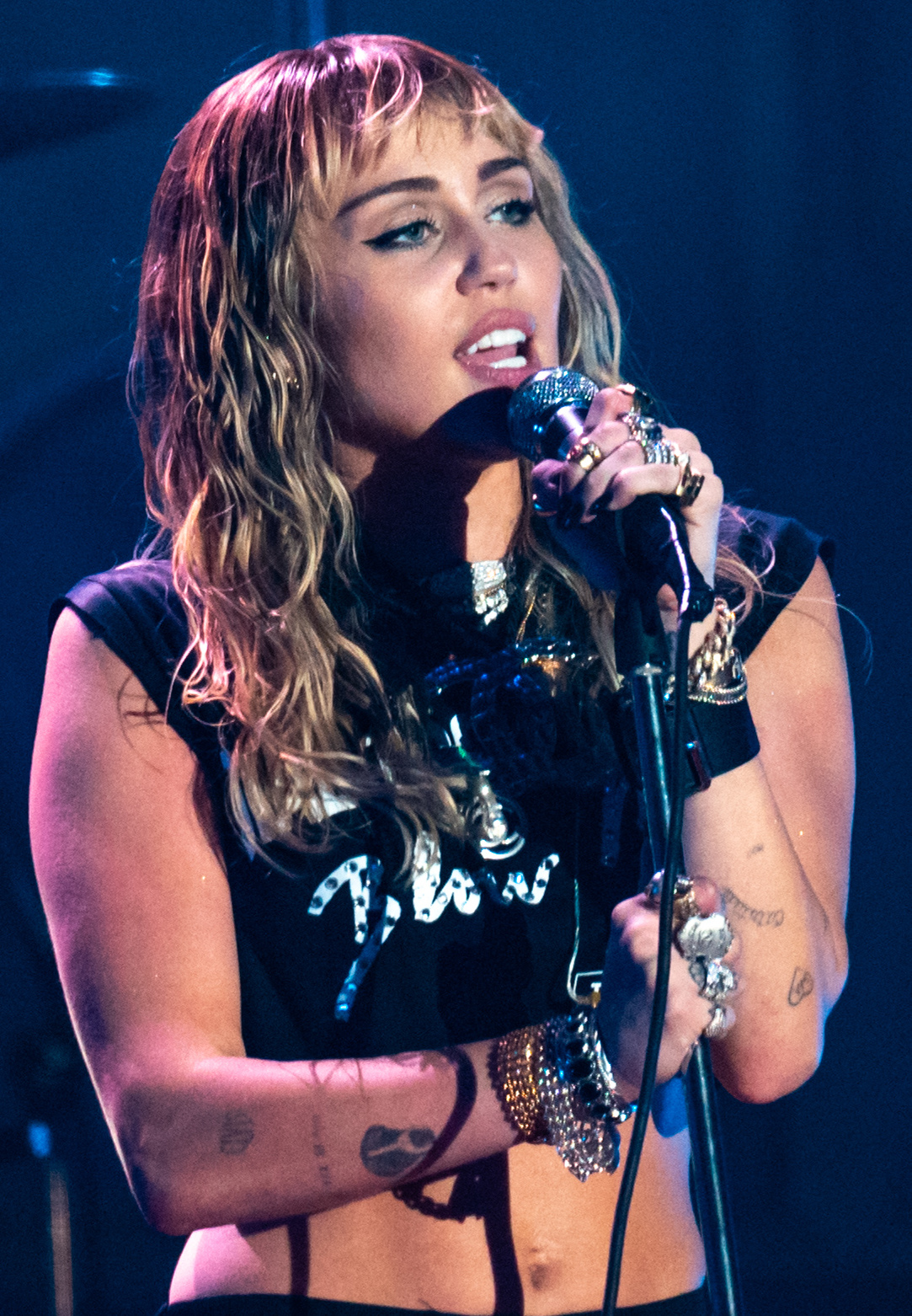
Spears is featured in Miley Cyrus' "SMS (Bangerz)".

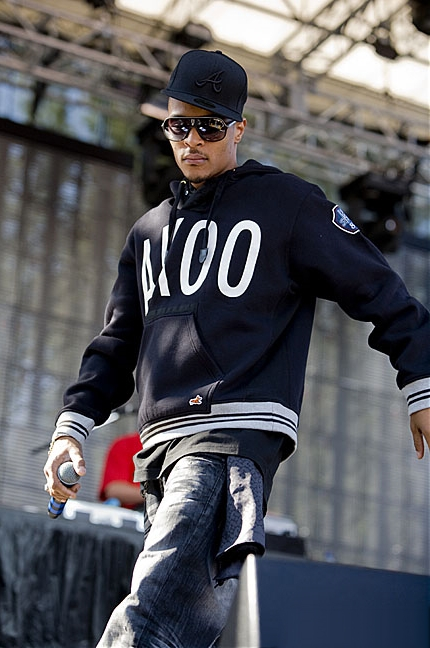
"Tik Tik Boom" features American rapper T.I..

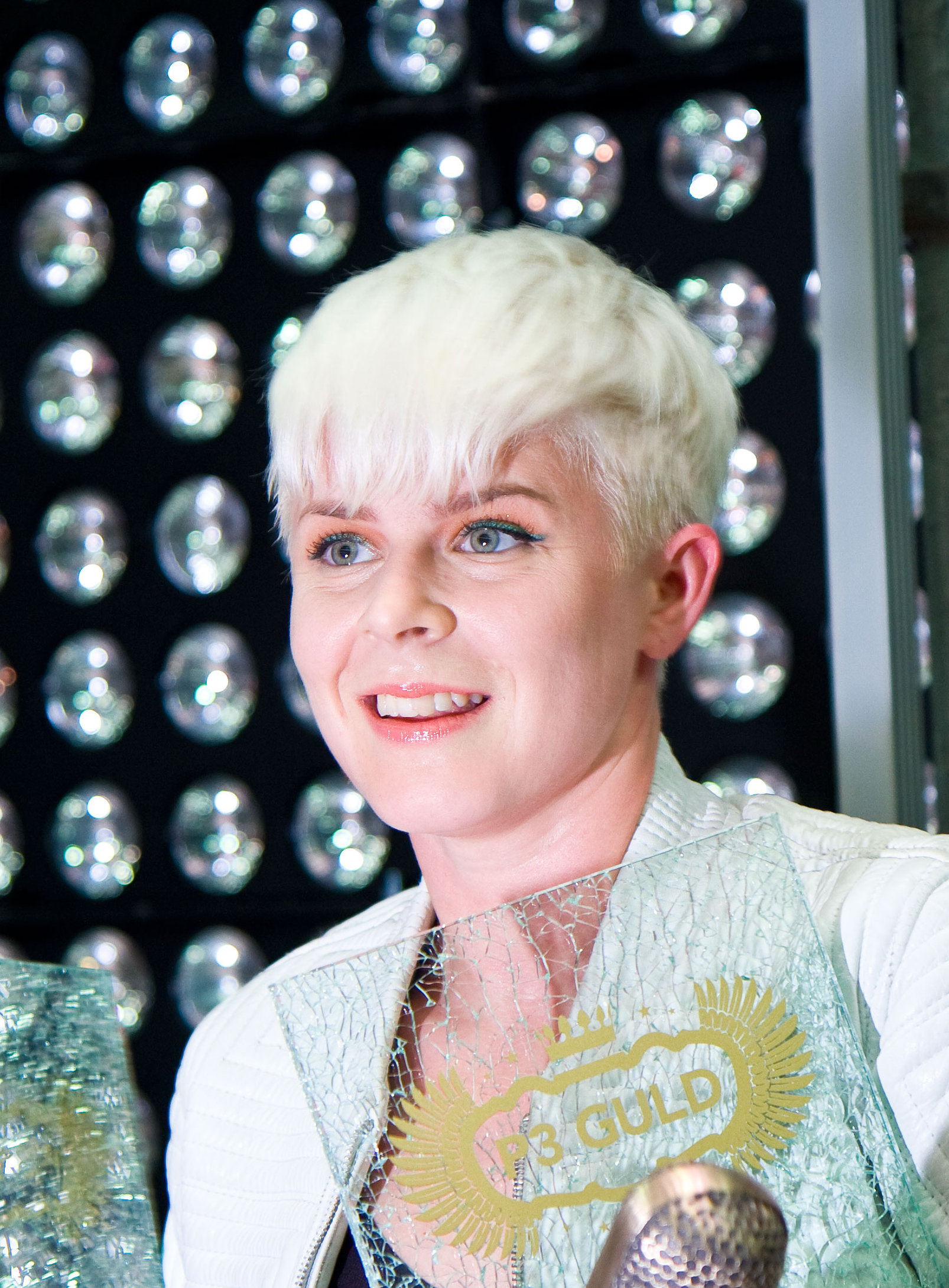
Robyn co-wrote "Over to You Now" from Britney & Kevin: Chaotic.

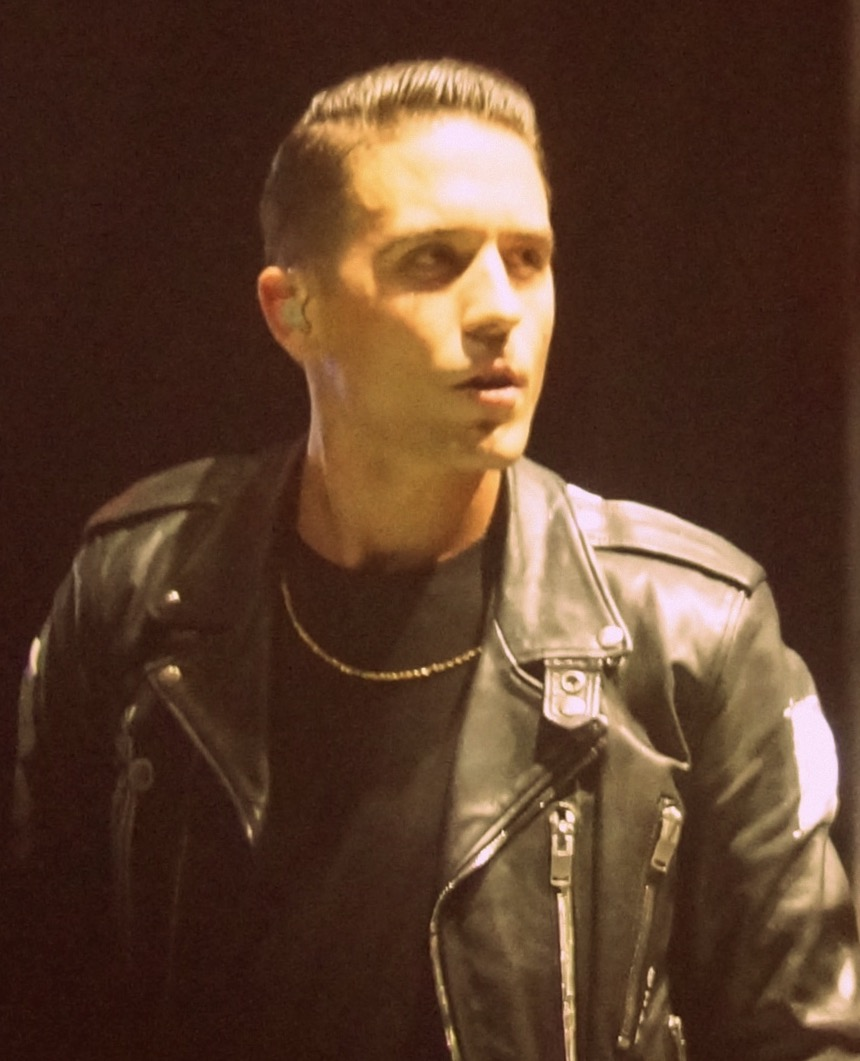
"Make Me..." features American rapper G-Eazy.

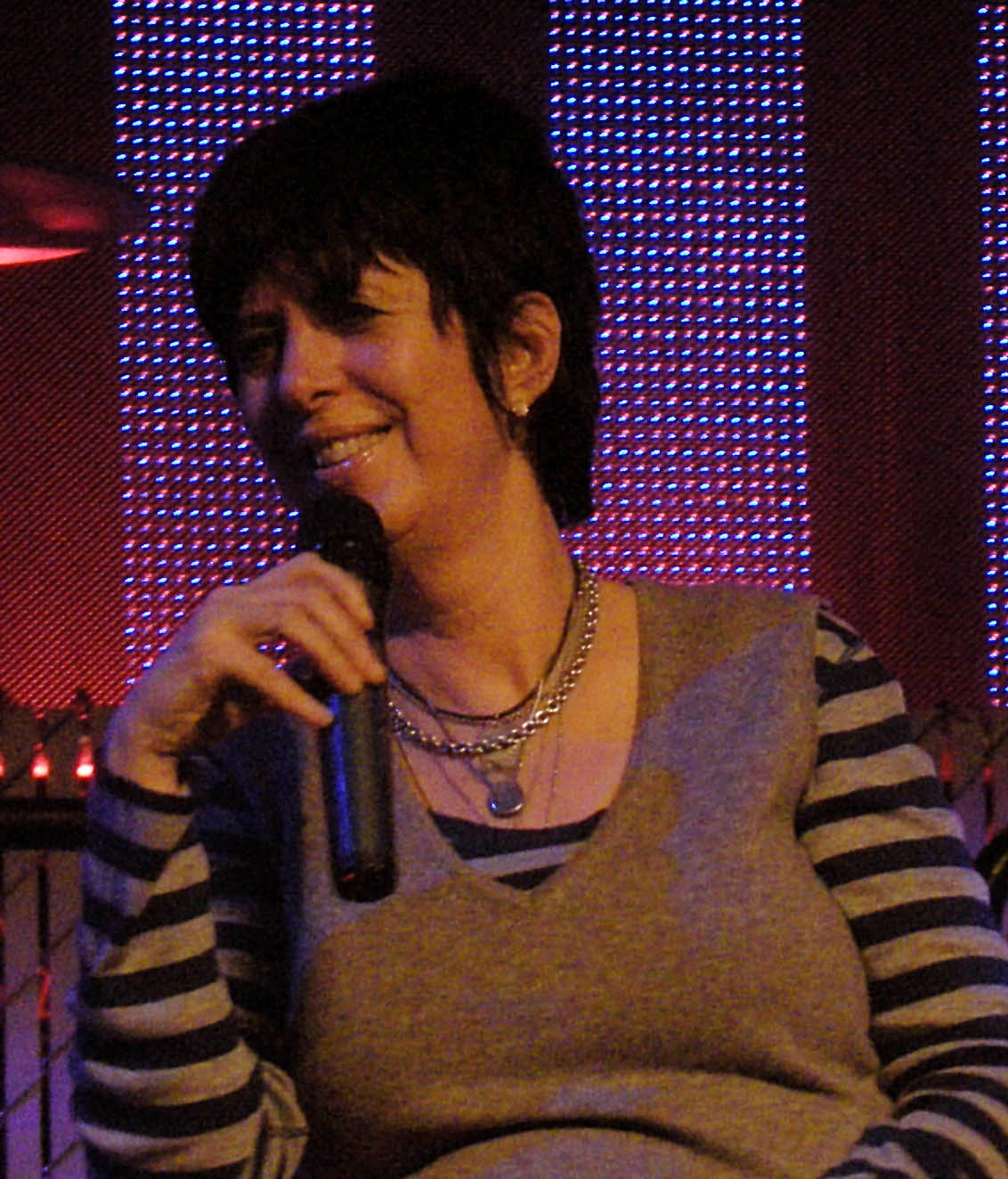
Diane Warren wrote "When Your Eyes Say It" from Oops!... I Did It Again.

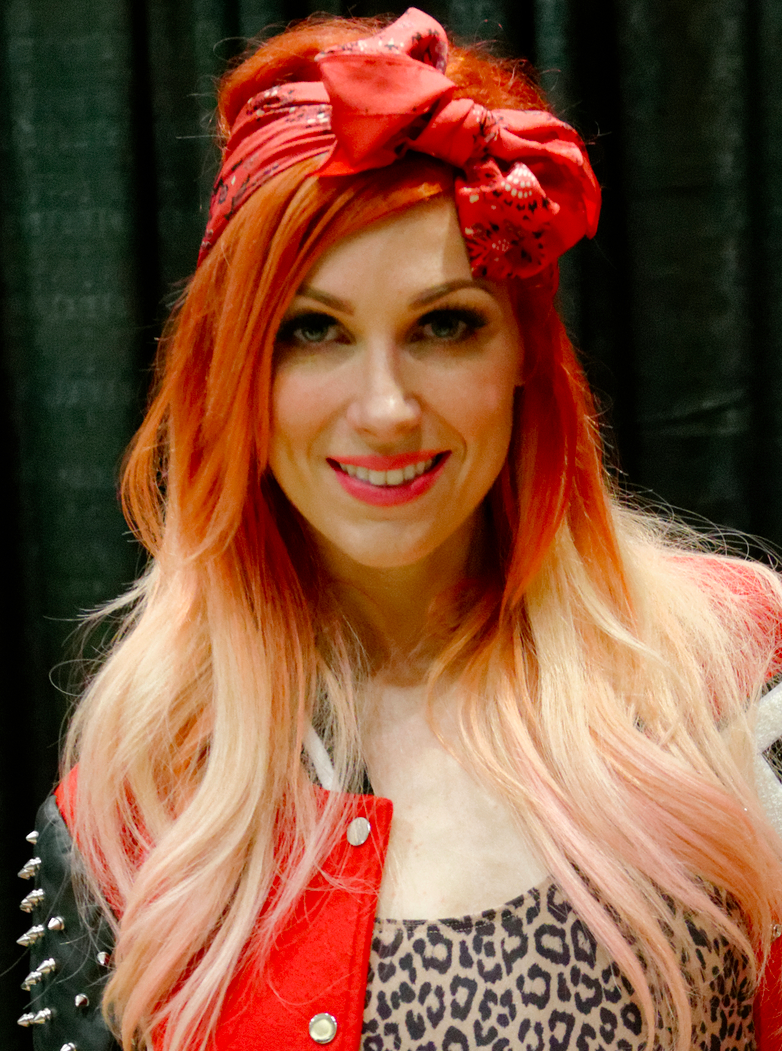
Bonnie McKee co-wrote four songs from Femme Fatale, including "Hold It Against Me".

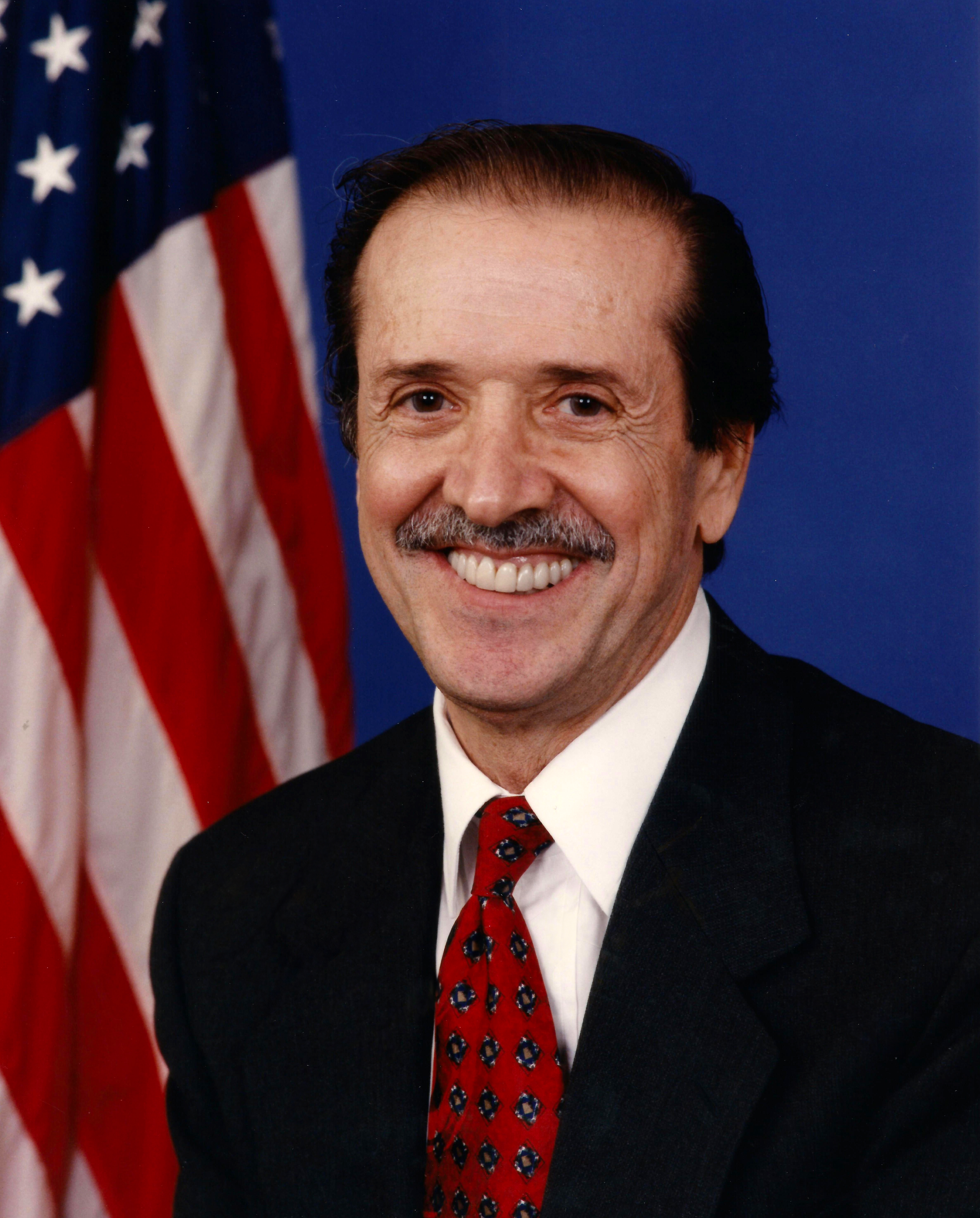
Spears covered "The Beat Goes On", which was co-written by Sonny Bono.

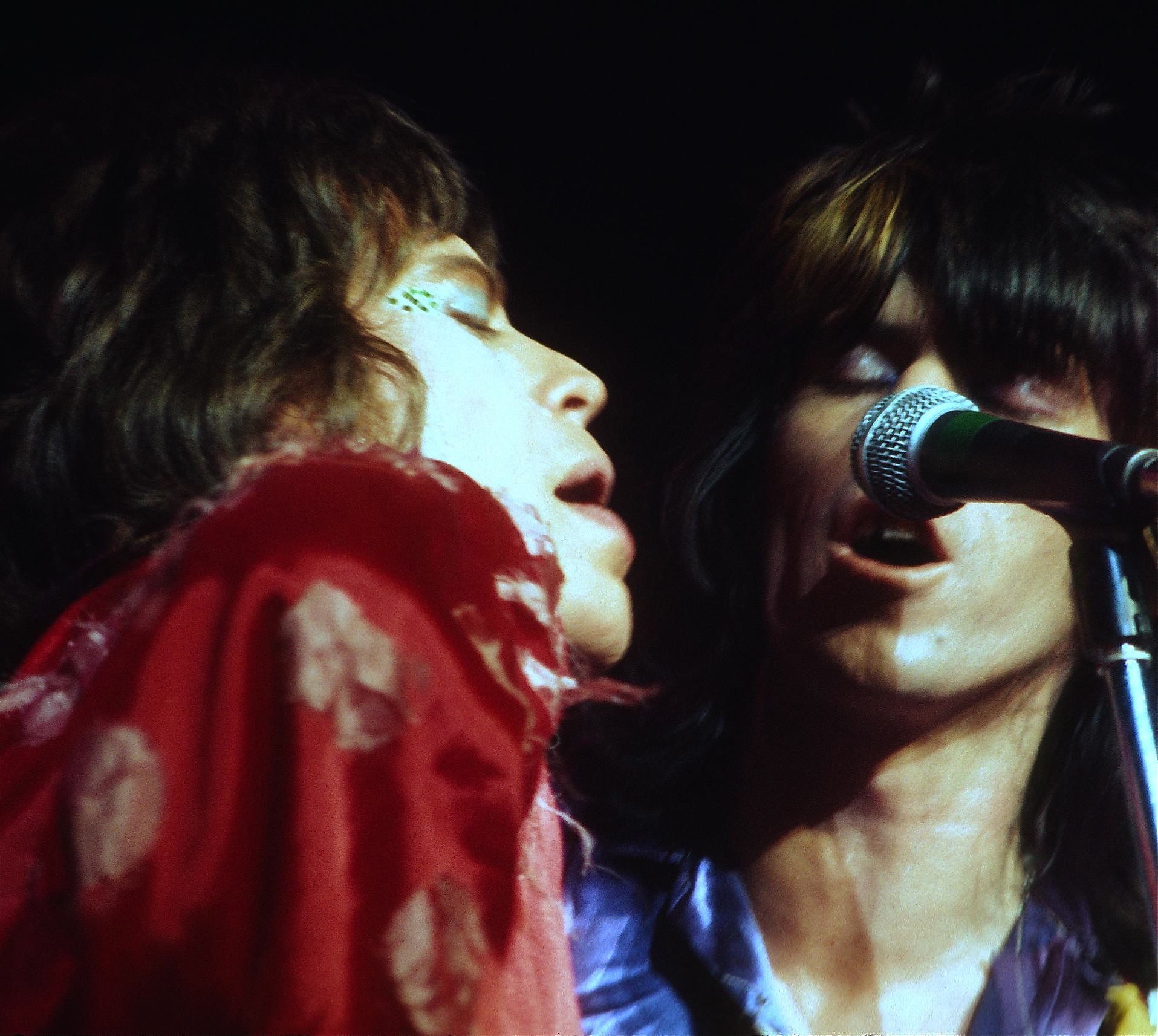
Spears covered "(I Can't Get No) Satisfaction", written by Mick Jagger (left) and Keith Richards (right).

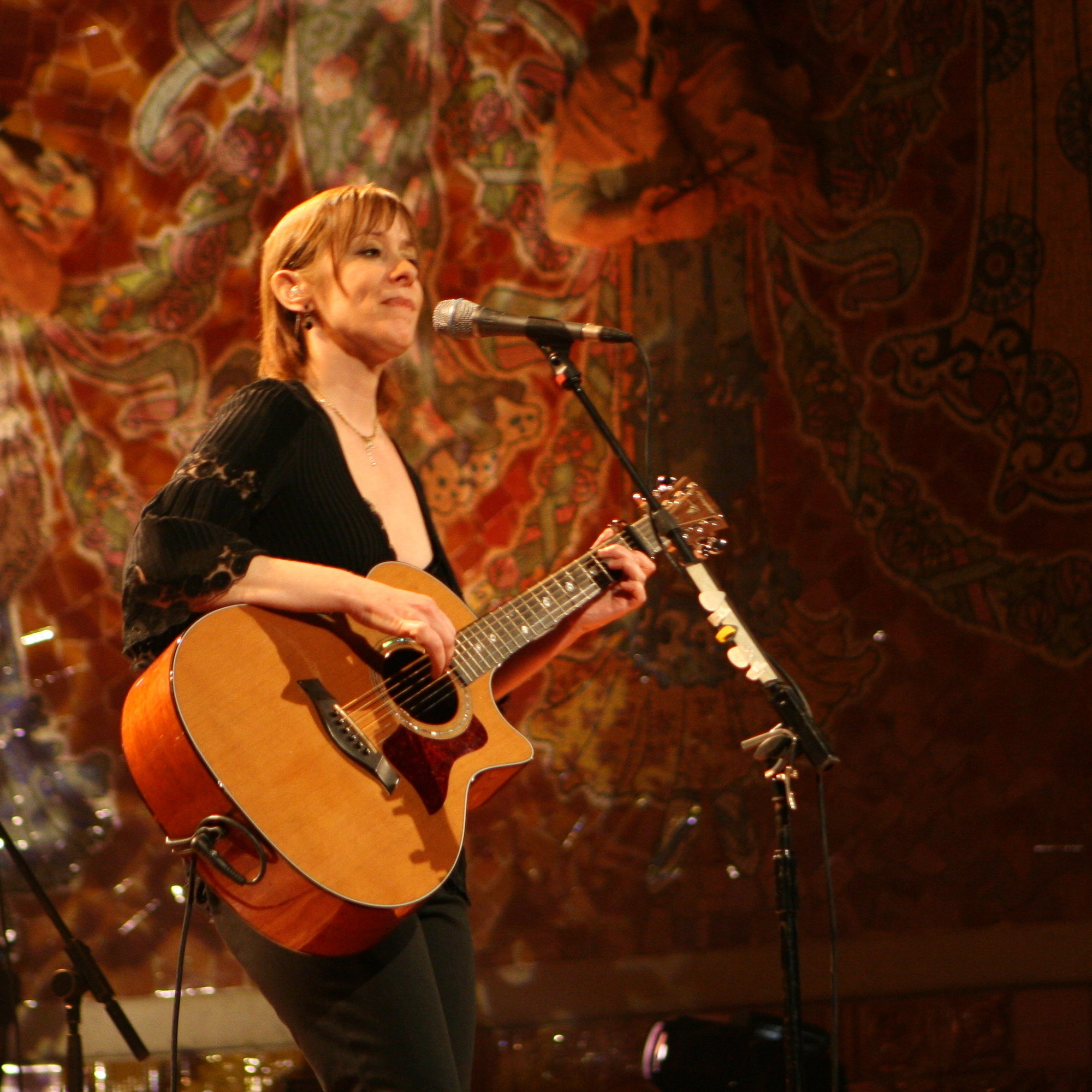
Spears covered "Tom's Diner" by Suzanne Vega.

| Song released as a single                                      | نشان‌دهنده انتشار تک‌آهنگ                                        |
| Indicates song included on an alternative version of the album | Indicates song included on an alternative version of the album |
| #                                                              | نشان‌دهنده انتشار تک‌آهنگ تبلیغاتی                               |
| *                                                              | Indicates song included as a b-side on the single              |
| ≠                                                              | نشان‌دهنده ترانه‌های بازخوانی‌شده توسط بریتنی اسپیرز              |

| ترانه | نویسنده(ها) | آلبوم                            | سال  | منا.          |
| --- | --- | -------------------------------- | ---- | ------------- |
| «۳» | مکس مارتین شلبک Tiffany Amber                                                                                                | مجموعه تک‌آهنگ‌ها                  | ۲۰۰۹ | [ ۲۳ ]        |
| «بیگانه» | بریتنی اسپیرز Ana Diaz Anthony Preston Dan Trynor ویلیام اربیت                                                               | بریتنی جین                       | ۲۰۱۳ | [ ۲۴ ]        |
| "Amnesia" | فرناندو گاریبی Kasia Livingston                                                                                              | سیرک                             | ۲۰۰۸ | [ ۲۵ ]        |
| "و بعد ما همدیگر را می‌بوسیم" # | بریتنی اسپیرز Michael Taylor Paul Barry                                                                                      | بی در میکس: ریمیکس‌ها             | ۲۰۰۵ | [ ۲۶ ]        |
| "پیش‌بینی" | بریتنی اسپیرز جاش شوارتز Brian Kierulf                                                                                       | بریتنی                           | ۲۰۰۱ | [ ۲۷ ]        |
| "Autumn Goodbye" | Eric Foster White | ... عزیزم یک بار دیگر            | ۱۹۹۹ | [ ۲۸ ]        |
| "عزیزم یک بار دیگر…" | مکس مارتین | ... عزیزم یک بار دیگر            | ۱۹۹۸ | [ ۲۸ ] [ ۲۹ ] |
| "Before the Goodbye" | بریتنی اسپیرز بی‌تی جاش شوارتز Brian Kierulf                                                                                  | بریتنی                           | ۲۰۰۱ | [ ۳۰ ]        |
| «بهتر» | بریتنی اسپیرز جولیا مایکلز جاستین ترانتر Michael Tucker                                                                      | گلوری                            | ۲۰۱۶ | [ ۳۱ ]        |
| "بیس چاق و گنده" featuring ویل.آی.ام | ویل.آی.ام | زن افسونگv                       | ۲۰۱۱ | [ ۳۲ ]        |
| "Blur" | دنجا (تهیه‌کننده موسیقی) Stacy Barthe Marcella Araica                                                                         | سیرک                             | ۲۰۰۸ | [ ۳۳ ]        |
| "Body Ache" | بریتنی اسپیرز دیوید گتا Giorgio Tuinfort لوسیانا کاپراسو Nick Clow Myah Marie Langston Anthony Preston ریچارد ویشن Jose Luna | بریتنی جین                       | ۲۰۱۳ | [ ۲۴ ]        |
| "Bombastic Love" | مکس مارتین رامی یعقوب | بریتنی                           | ۲۰۰۱ | [ ۲۷ ]        |
| "زاده شدم برای شادی تو" | Kristian Lundin Andreas Carlsson                                                                                             | ... عزیزم یک بار دیگر            | ۱۹۹۹ | [ ۲۸ ] [ ۳۴ ] |
| "پسرها (ترانه)" · remix version featuring فارل ویلیامز                                                                                             | Chad Hugo فارل ویلیامز | بریتنی                           | ۲۰۰۱ | [ ۲۷ ]        |
| "Brave New Girl" | بریتنی اسپیرز Brian Kierulf جاش شوارتز کارا دیوگاردی                                                                         | داخل محدوده                      | ۲۰۰۳ | [ ۳۵ ]        |
| "سر حرف را باز کن" | دنجا (تهیه‌کننده موسیقی) James Washington کری هیلسون Marcella Araica                                                          | خاموشی                           | ۲۰۰۷ | [ ۳۶ ]        |
| "Breathe on Me" | Stephen Lee Steve Anderson Lisa Greene                                                                                       | داخل محدوده                      | ۲۰۰۳ | [ ۳۵ ]        |
| "Brightest Morning Star" | بریتنی اسپیرز دکتر لوک سیا (موسیقیدان) سیرکوت (تهیه‌کننده موسیقی)                                                             | بریتنی جین                       | ۲۰۱۳ | [ ۳۷ ]        |
| "Can't Make You Love Me" | Kristian Lundin Andreas Carlsson مکس مارتین                                                                                  | اوه!... باز هم دسته‌گل به آب دادم | ۲۰۰۰ | [ ۳۸ ]        |
| "Change Your Mind (No Seas Cortes)" | جولیا مایکلز جاستین ترانتر متمن اند رابین                                                                                    | گلوری                            | ۲۰۱۶ | [ ۳۱ ]        |
| "Chaotic" | بلادشای اند اوانت Henrik Jonback Michelle Bell                                                                               | بریتنی و کوین: هرج و مرج         | ۲۰۰۵ | [ ۳۹ ]        |
| "Chillin' with You" featuring جیمی لین اسپیرز | بریتنی اسپیرز ویل.آی.ام Anthony Preston Joshua Lopez                                                                         | بریتنی جین                       | ۲۰۱۳ | [ ۲۴ ]        |
| "Cinderella" | مکس مارتین رامی یعقوب بریتنی اسپیرز                                                                                          | بریتنی                           | ۲۰۰۱ | [ ۲۷ ]        |
| "سیرک (ترانه)" | دکتر لوک کلود کلی بنی بلانکو                                                                                                 | سیرک                             | ۲۰۰۸ | [ ۳۳ ]        |
| "بدترکیب" # | بریتنی اسپیرز Talay Riley | گلوری                            | ۲۰۱۶ | [ ۳۱ ]        |
| "Coupure Électrique" | بریتنی اسپیرز Lance Eric Shipp Nathalia Marshall Rachael Kennedy                                                             | گلوری                            | ۲۰۱۶ | [ ۳۱ ]        |
| "Crazy" کوین فردرلین featuring Britney Spears | Bosko Kante کوین فردرلین G Louriano DJ Emz                                                                                   | Playing with Fire                | ۲۰۰۶ | [ ۴۰ ]        |
| "مجرم (ترانه)" | شلبک مکس مارتین Tiffany Amber                                                                                                | زن افسونگر                       | ۲۰۱۱ | [ ۳۲ ]        |
| "Dear Diary" | بریتنی اسپیرز Jason Blume Eugene Wilde                                                                                       | اوه!... باز هم دسته‌گل به آب دادم | ۲۰۰۰ | [ ۳۸ ]        |
| "Deep in My Heart" | Per Magnusson David Kreuger Andreas Carlsson                                                                                 | ... عزیزم یک بار دیگر            | ۱۹۹۹ | [ ۴۱ ]        |
| "کاری کن (ترانه)" | بلادشای اند اوانت Henrik Jonback Angela Hunte                                                                                | بهترین آهنگ‌ها: میراث من          | ۲۰۰۴ | [ ۴۲ ]        |
| "می‌خوای بری؟" # | Sandy Chila جولیا مایکلز جاستین ترانتر متمن اند رابین                                                                        | گلوری                            | ۲۰۱۶ | [ ۳۱ ]        |
| "Don't Cry" | بریتنی اسپیرز ویل.آی.ام ریچارد ویشن Joshua Lopez                                                                             | بریتنی جین                       | ۲۰۱۳ | [ ۲۴ ]        |
| "Don't Go Knockin' on My Door" | مکس مارتین رامی یعقوب Jake Schulze Alexander Kronlund                                                                        | اوه!... باز هم دسته‌گل به آب دادم | ۲۰۰۰ | [ ۳۸ ]        |
| "Don't Hang Up" | بریتنی اسپیرز Brian Kierulf جاش شوارتز                                                                                       | داخل محدوده                      | ۲۰۰۳ | [ ۳۵ ]        |
| "Don't Keep Me Waiting" | رودنی جرکینز Michaela Shiloh Thomas Lumpkins                                                                                 | زن افسونگر                       | ۲۰۱۱ | [ ۴۳ ]        |
| "نگذار من آخرین کسی باشم که می‌داند" | Robert Lange شنایا توین Keith Scott                                                                                          | اوه!... باز هم دسته‌گل به آب دادم | ۲۰۰۰ | [ ۳۸ ]        |
| "(دخترکش) خوشگل" featuring Sabi | Jeremy Coleman امو (موسیقی‌دان) استر دین Mathieu Jomphe بنی بلانکو                                                            | زن افسونگر                       | ۲۰۱۱ | [ ۳۲ ]        |
| "E-Mail My Heart" | Eric Foster White | ... عزیزم یک بار دیگر            | ۱۹۹۹ | [ ۲۸ ]        |
| "Early Mornin'" | بریتنی اسپیرز موبی تریکی استوارت Penelope Magnet                                                                             | داخل محدوده                      | ۲۰۰۳ | [ ۳۵ ]        |
| "Everybody" | جی. آر. روتم Evan "Kidd" Bogart آنی لنکس دیوید ای. استوارت                                                                   | خاموشی                           | ۲۰۰۷ | [ ۴۴ ]        |
| "هربار (ترانه)" | بریتنی اسپیرز Annet Artani                                                                                                   | داخل محدوده                      | ۲۰۰۳ | [ ۳۵ ]        |
| "Freakshow" | بریتنی اسپیرز بلادشای اند اوانت Henrik Jonback د کلاچ Patrick Smith                                                          | خاموشی                           | ۲۰۰۷ | [ ۳۶ ]        |
| "از ته قلب شکسته من" | Eric Foster White | ... عزیزم یک بار دیگر            | ۱۹۹۹ | [ ۲۸ ] [ ۴۵ ] |
| "Gasoline" | دکتر لوک کلود کلی بنی بلانکو بونی مک‌کی Emily Wright                                                                          | زن افسونگر                       | ۲۰۱۱ | [ ۳۲ ]        |
| "Get Back" | Corte Ellis دنجا Marcella Araica                                                                                             | خاموشی                           | ۲۰۰۷ | [ ۴۴ ]        |
| "Get Naked (I Got a Plan)" | Corte Ellis دنجا Marcella Araica                                                                                             | خاموشی                           | ۲۰۰۷ | [ ۳۶ ]        |
| "باز هم می‌خوام" | دنجا James Washington کری هیلسون Marcella Araica                                                                             | خاموشی                           | ۲۰۰۷ | [ ۳۶ ]        |
| "Girl in the Mirror" | Jörgen Elofsson | اوه!... باز هم دسته‌گل به آب دادم | ۲۰۰۰ | [ ۳۸ ]        |
| "Girls and Boys" | لیندا پری | داخل محدوده                      | ۲۰۰۴ | [ ۴۶ ]        |
| "دست‌ها (ترانه)" · among various artists | جاستین ترانتر جولیا مایکلز بلادپاپ                                                                                           | تک‌آهنگ بدون آلبوم                | ۲۰۱۶ | [ ۴۷ ]        |
| "Hard to Forget Ya" | Oscar Görres Ian Kirkpatrick Brittany Coney Denisia Andrews اد دروت                                                          | گلوری                            | ۲۰۱۶ | [ ۳۱ ]        |
| "He About to Lose Me" | رودنی جرکینز اینا رولدسن | زن افسونگر                       | ۲۰۱۱ | [ ۴۳ ]        |
| "Heart" | George Teren Eugene Wilde | اوه!... باز هم دسته‌گل به آب دادم | ۲۰۰۰ | [ ۳۸ ]        |
| "Heaven on Earth" | Michael McGroarty Nick Huntingto Nicole Morier                                                                               | خاموشی                           | ۲۰۰۷ | [ ۳۶ ]        |
| "علیه من به‌کار می‌بری" | مکس مارتین دکتر لوک Mathieu Jomphe بونی مک‌کی                                                                                 | زن افسونگر                       | ۲۰۱۱ | [ ۳۲ ]        |
| "Hold on Tight" | بریتنی اسپیرز Allan P. Grigg                                                                                                 | بریتنی جین                       | ۲۰۱۳ | [ ۳۷ ]        |
| "Hot as Ice" | تی-پین دنجا (تهیه‌کننده موسیقی) Marcella Araica                                                                               | خاموشی                           | ۲۰۰۷ | [ ۳۶ ]        |
| "How I Roll" | بلادشای اند اوانت Henrik Jonback مگنوس لیدهال بلادشای اند اوانت بونی مک‌کی Nicole Morier                                      | زن افسونگر                       | ۲۰۱۱ | [ ۳۲ ]        |
| "ارضا (نمی‌شوم)" ≠ | میک جگر کیت ریچاردز | اوه!... باز هم دسته‌گل به آب دادم | ۲۰۰۰ | [ ۳۸ ]        |
| "(I Got That) Boom Boom" | Roy Hamilton Chyna Royal Deongelo Holmes Eric Jackson                                                                        | داخل محدوده                      | ۲۰۰۳ | [ ۳۵ ]        |
| "عاشق راک‌اندرولم" | Jake Hooker Alan Merrill | بریتنی                           | ۲۰۰۱ | [ ۲۷ ]        |
| "I Run Away" | جاش شوارتز Brian Kierulf | بریتنی                           | ۲۰۰۱ | [ ۴۸ ]        |
| "می‌خوام برم" | مکس مارتین شلبک (تهیه‌کننده موسیقی) Savan Kotecha                                                                             | زن افسونگر                       | ۲۰۱۱ | [ ۳۲ ]        |
| "I Will Be There" | مکس مارتین Andreas Carlsson                                                                                                  | ... عزیزم یک بار دیگر            | ۱۹۹۹ | [ ۲۸ ]        |
| "I Will Still Love You" featuring Don Philip | Eric Foster White | ... عزیزم یک بار دیگر            | ۱۹۹۹ | [ ۲۸ ]        |
| "I'll Never Stop Loving You" | Jason Blume Steve Diamond | ... عزیزم یک بار دیگر            | ۱۹۹۹ | [ ۴۹ ]        |
| "من برده تو هستم" | Chad Hugo فارل ویلیامز | بریتنی                           | ۲۰۰۱ | [ ۵۰ ] [ ۲۷ ] |
| "دختر نیستم، هنوز زن هم نشده‌ام" | مکس مارتین رامی یعقوب دایدو (خواننده)                                                                                        | بریتنی                           | ۲۰۰۱ | [ ۵۱ ] [ ۲۷ ] |
| "I'm So Curious" | بریتنی اسپیرز Eric Foster White                                                                                              | ... عزیزم یک بار دیگر            | ۱۹۹۹ | [ ۵۲ ]        |
| "من تازه شروع کردم (لذت بردن)" # | بریتنی اسپیرز Michelle Bell بلادشای اند اوانت Henrik Jonback                                                                 | بهترین آهنگ‌ها: میراث من          | ۲۰۰۴ | [ ۴۲ ]        |
| "If I'm Dancing" | Brandon Lowry Chantal Kreviazuk Simon Wilcox Ian Kirkpatrick                                                                 | گلوری                            | ۲۰۱۶ | [ ۳۱ ]        |
| "اگر دنبال امی هستی" | مکس مارتین شلبک (تهیه‌کننده موسیقی) Savan Kotecha Alexander Kronlund                                                          | سیرک                             | ۲۰۰۸ | [ ۳۳ ]        |
| "زیر و رو (ترانه بریتنی اسپیرز)" | دکتر لوک Jacob Kasher Hindlin Mathieu Jomphe مکس مارتین بونی مک‌کی                                                            | زن افسونگر                       | ۲۰۱۱ | [ ۳۲ ]        |
| "Intimidated" | بریتنی اسپیرز رودنی جرکینز جاش شوارتز Brian Kierulf                                                                          | "من برده تو هستم" *              | ۲۰۰۱ | [ ۵۰ ]        |
| "Invitation" | بریتنی اسپیرز جولیا مایکلز جاستین ترانتر Nick Monson                                                                         | گلوری                            | ۲۰۱۶ | [ ۳۱ ]        |
| "It Should Be Easy" featuring ویل.آی.ام | بریتنی اسپیرز ویل.آی.ام دیوید گتا Giorgio Tuinfort نیکی رومرو Marcus van Wattum                                              | بریتنی جین                       | ۲۰۱۳ | [ ۲۴ ]        |
| "Just Like Me" | بریتنی اسپیرز جولیا مایکلز جاستین ترانتر Nick Monson                                                                         | گلوری                            | ۲۰۱۶ | [ ۳۱ ]        |
| "Just Luv Me" | Magnus Hoiberg جولیا مایکلز Daniel Omelio                                                                                    | گلوری                            | ۲۰۱۶ | [ ۳۱ ]        |
| "چراغ‌ها رونابود کن" | دنجا (تهیه‌کننده موسیقی) James Washington Luke Boyd Marcella Araica                                                           | سیرک                             | ۲۰۰۸ | [ ۳۳ ]        |
| "مثل یک باکره (ترانه) / هالیوود (ترانه مدونا)" (live from 2003 MTV Video Music Awards) مدونا featuring Britney Spears, کریستینا آگیلرا، میسی الیوت | Billy Steinberg Tom Kelly مدونا میرویس احمدزی                                                                                | Remixed & Revisited              | ۲۰۰۳ | [ ۵۳ ]        |
| "Lace and Leather" | دکتر لوک بنی بلانکو Frankie Storm Ronnie Jackson                                                                             | سیرک                             | ۲۰۰۸ | [ ۳۳ ]        |
| "Let Me Be" | بریتنی اسپیرز جاش شوارتز Brian Kierulf                                                                                       | بریتنی                           | ۲۰۰۱ | [ ۲۷ ]        |
| "Liar" | Jason Evigan Breyan Isaac هات شل ری Danny Parker                                                                             | گلوری                            | ۲۰۱۶ | [ ۳۱ ]        |
| "Lonely" | بریتنی اسپیرز جاش شوارتز Brian Kierulf رودنی جرکینز                                                                          | بریتنی                           | ۲۰۰۱ | [ ۲۷ ]        |
| "Love Me Down" | Evan Bogart Andrew Goldstein Jesse Saint John Jessiva Karpov                                                                 | گلوری                            | ۲۰۱۶ | [ ۳۱ ]        |
| "خوش‌شانس (ترانه بریتنی اسپیرز)" | مکس مارتین رامی یعقوب Alexander Kronlund                                                                                     | اوه!... باز هم دسته‌گل به آب دادم | ۲۰۰۰ | [ ۳۸ ]        |
| "مرا بساز" · featuring جی-ایزی | بریتنی اسپیرز بونز (موسیقی‌دان) Joe Janiak جی-ایزی                                                                            | گلوری                            | ۲۰۱۶ | [ ۳۱ ]        |
| "Man on the Moon" | Jason Evigan Ilsey Juber Marcus Lomax Brandon Lowry Phoebe Ryan                                                              | گلوری                            | ۲۰۱۶ | [ ۳۱ ]        |
| "Mannequin" | بریتنی اسپیرز Harvey Mason Jr. Rob Knox James Fauntleroy II                                                                  | سیرک                             | ۲۰۰۸ | [ ۳۳ ]        |
| "من در برابر موسیقی (ترانه)" · featuring مدونا | بریتنی اسپیرز مدونا تریکی استوارت Thabiso Nkhereanye Penelope Magnet د-دریم Gary O'Brien                                     | داخل محدوده                      | ۲۰۰۳ | [ ۳۵ ]        |
| "ممم بابا" | بریتنی اسپیرز سیرکوت (تهیه‌کننده موسیقی) Adrien Gough Peter-John Kerr Nicole Morier                                           | سیرک                             | ۲۰۰۸ | [ ۳۳ ]        |
| "Mona Lisa" | بریتنی اسپیرز Teddy Campbell David Kochanski                                                                                 | بریتنی و کوین: هرج و مرج         | ۲۰۰۵ | [ ۳۹ ]        |
| "حلقه جادویی" | ماسترد (تهیه‌کننده موسیقی) Nicholas Audino Te Whiti Warbrick Lewis Hughes Jon Asher Melanie Fontana                           | گلوری                            | ۲۰۱۶ | [ ۵۴ ]        |
| "My Baby" | بریتنی اسپیرز Guy Sigsworth                                                                                                  | سیرک                             | ۲۰۰۸ | [ ۳۳ ]        |
| "تنها آرزوی من (امسال)" # | بریتنی اسپیرز Brian Kierulf جاش شوارتز                                                                                       | Platinum Christmas               | ۲۰۰۰ | [ ۵۵ ]        |
| "حق مخصوص من" ≠ | بابی براون Gene Griffin Edward Teddy Riley                                                                                   | بهترین آهنگ‌ها: میراث من          | ۲۰۰۴ | [ ۴۲ ]        |
| "Now That I Found You" | بریتنی اسپیرز Danny O'Donoghue Giorgio Tuinfort دیوید گتا Frédéric Riesterer                                                 | بریتنی جین                       | ۲۰۱۳ | [ ۳۷ ]        |
| "One Kiss from You" | Steve Lunt | اوه!... باز هم دسته‌گل به آب دادم | ۲۰۰۰ | [ ۳۸ ]        |
| "اوه لا لا (ترانه بریتنی اسپیرز)" | دکتر لوک امو (موسیقی‌دان) سیرکوت (تهیه‌کننده موسیقی) بونی مک‌کی Jacob Kasher Hindlin Lola Blanc Fransisca Hall                  | اسمورف‌ها ۲                       | ۲۰۱۳ | [ ۵۶ ]        |
| "Ooh Ooh Baby" | بریتنی اسپیرز کارا دیوگاردی Farid Nassar Eric Coomes                                                                         | خاموشی                           | ۲۰۰۷ | [ ۳۶ ]        |
| "اوه!... باز هم دسته‌گل به آب دادم" | مکس مارتین رامی یعقوب | اوه!... باز هم دسته‌گل به آب دادم | ۲۰۰۰ | [ ۳۸ ]        |
| "از همه چی بریدن" | Shelly Peiken Arnthor Birgisson Wayne Hector                                                                                 | سیرک                             | ۲۰۰۸ | [ ۳۳ ]        |
| "تکان‌دهنده" | آر. کلی | داخل محدوده                      | ۲۰۰۳ | [ ۳۵ ]        |
| "Outta This World" | دنجا (تهیه‌کننده موسیقی) James Washington کری هیلسون Marcella Araica                                                          | خاموشی                           | ۲۰۰۷ | [ ۵۷ ]        |
| "Over to You Now" | Guy Sigsworth ایموجین هیپ روبین (خواننده) Alexander Kronlund                                                                 | بریتنی و کوین: هرج و مرج         | ۲۰۰۵ | [ ۳۹ ]        |
| "حفاظتی بیش از حد" | مکس مارتین رامی یعقوب | بریتنی                           | ۲۰۰۱ | [ ۲۷ ]        |
| "مسافر (ترانه بریتنی اسپیرز)" | بریتنی اسپیرز دیپلو سیا (موسیقیدان) Andrew Swanson کیتی پری                                                                  | بریتنی جین                       | ۲۰۱۳ | [ ۲۴ ]        |
| "Perfect Lover" | دنجا (تهیه‌کننده موسیقی) James Washington کری هیلسون Marcella Araica                                                          | خاموشی                           | ۲۰۰۷ | [ ۳۶ ]        |
| "عطر (ترانه بریتنی اسپیرز)" | بریتنی اسپیرز سیا (موسیقیدان) Christopher Braide                                                                             | بریتنی جین                       | ۲۰۱۳ | [ ۲۴ ]        |
| "Phonography" | بلادشای اند اوانت Henrik Jonback د کلاچ Patrick Smith                                                                        | سیرک                             | ۲۰۰۸ | [ ۳۳ ]        |
| "تکه‌ای از من (ترانه)" | بلادشای اند اوانت Klas Åhlund                                                                                                | خاموشی                           | ۲۰۰۷ | [ ۳۶ ]        |
| "دختران زیبا (ترانه بریتنی اسپیرز و ایگی آزیلیا)" · with ایگی آزیلیا                                                                               | George Astasio Jason Pebworth Jon Shave Maegan Cottone ایگی آزیلیا لیتل میکس لی-آن پیننوک لیتل میکس                          | تک‌آهنگ بدون آلبوم                | ۲۰۱۵ | [ ۵۸ ]        |
| "نمایش شخصی" # | بریتنی اسپیرز Carla Williams Tramaine Winfrey Simon Smith                                                                    | گلوری                            | ۲۰۱۶ | [ ۳۱ ]        |
| "Quicksand" | لیدی گاگا فرناندو گاریبی | سیرک                             | ۲۰۰۸ | [ ۵۹ ]        |
| "رادار (ترانه)" | بلادشای اند اوانت Henrik Jonback د کلاچ Patrick Smith                                                                        | خاموشی                           | ۲۰۰۷ | [ ۳۶ ]        |
| "رادار (ترانه)" | بلادشای اند اوانت Henrik Jonback د کلاچ Patrick Smith                                                                        | سیرک                             | ۲۰۰۸ | [ ۳۳ ]        |
| "Right Now (Taste the Victory)" # | Brian Kierulf جاش شوارتز Stephen Broughton Lunt                                                                              | تک‌آهنگ بدون آلبوم                | ۲۰۰۲ | [ ۶۰ ]        |
| "Rock Boy" | دنجا (تهیه‌کننده موسیقی) Marcella Araica Michael Shimshack                                                                    | سیرک                             | ۲۰۰۸ | [ ۵۹ ]        |
| "Rock Me In" | بریتنی اسپیرز گرگ کرستین Nicole Morier                                                                                       | سیرک                             | ۲۰۰۸ | [ ۳۳ ]        |
| "اس و ام (ترانه)" · ریانا featuring Britney Spears                                                                                                 | استارگیت (تیم تهیه‌کننده) سندی وی استر دین                                                                                    | تک‌آهنگ بدون آلبوم                | ۲۰۱۱ | [ ۶۱ ]        |
| "Scary" | بریتنی اسپیرز فریزر اسمیث Kasia Livingston                                                                                   | زن افسونگر                       | ۲۰۱۱ | [ ۴۳ ]        |
| "جیغ و داد" · ویل.آی.ام with Britney Spears | ویل.آی.ام Jef Martens Jean Baptiste                                                                                          | #willpower                       | ۲۰۱۲ | [ ۶۲ ]        |
| "Seal It With a Kiss" | دکتر لوک مکس مارتین بونی مک‌کی سیرکوت (تهیه‌کننده موسیقی)                                                                      | زن افسونگر                       | ۲۰۱۱ | [ ۳۲ ]        |
| "Selfish" | استر دین استارگیت (تیم تهیه‌کننده) سندی وی Traci Hale                                                                         | زن افسونگر                       | ۲۰۱۱ | [ ۴۳ ]        |
| "Shadow" | بریتنی اسپیرز ماتریکس (گروه تهیه‌کننده) Charlie Midnight                                                                      | داخل محدوده                      | ۲۰۰۳ | [ ۳۵ ]        |
| "شیشه شکسته (ترانه بریتنی اسپیرز)" | دکتر لوک کلود کلی بنی بلانکو                                                                                                 | سیرک                             | ۲۰۰۸ | [ ۳۳ ]        |
| "Showdown" | بریتنی اسپیرز کتی دنیس بلادشای اند اوانت Henrik Jonback                                                                      | داخل محدوده                      | ۲۰۰۳ | [ ۳۵ ]        |
| "مهمانی چرت زدن" · featuring تیناشی | متمن اند رابین جولیا مایکلز جاستین ترانتر                                                                                    | گلوری                            | ۲۰۱۶ | [ ۳۱ ]        |
| "اس‌ام‌اس (بنگرز)" مایلی سایرس featuring Britney Spears                                                                                              | مایک ویل مید ایت Marquel Middlebrooks Sean Garrett مایلی سایرس                                                               | بنگرز                            | ۲۰۱۳ | [ ۶۳ ]        |
| "Soda Pop" featuring Mikey Bassie | Mikey Bassie Eric Foster White                                                                                               | ... عزیزم یک بار دیگر            | ۱۹۹۹ | [ ۲۸ ]        |
| "روزی (خواهم فهمید)" | بریتنی اسپیرز | بریتنی و کوین: هرج و مرج         | ۲۰۰۵ | [ ۳۹ ]        |
| "بعضی وقت‌ها (ترانه بریتنی اسپیرز)" | Jörgen Elofsson | ... عزیزم یک بار دیگر            | ۱۹۹۹ | [ ۲۸ ] [ ۶۴ ] |
| "قوی‌تر (ترانه بریتنی اسپیرز)" | مکس مارتین رامی یعقوب | اوه!... باز هم دسته‌گل به آب دادم | ۲۰۰۰ | [ ۳۸ ]        |
| "That's Where You Take Me" | بریتنی اسپیرز جاش شوارتز Brian Kierulf                                                                                       | بریتنی                           | ۲۰۰۱ | [ ۲۷ ]        |
| "The Answer" | Ryan Leslie شان کامز | داخل محدوده                      | ۲۰۰۳ | [ ۳۵ ]        |
| "موسیقی ادامه دارد (ترانه سانی اند شر)" ≠ | سانی بونو Eric Foster White                                                                                                  | ... عزیزم یک بار دیگر            | ۱۹۹۹ | [ ۲۸ ]        |
| "The Hook Up" | بریتنی اسپیرز تریکی استوارت Thabiso Nkhereanye Penelope Magnet                                                               | داخل محدوده                      | ۲۰۰۳ | [ ۳۵ ]        |
| "Thinkin' About You" | Mikey Bassie Eric Foster White                                                                                               | ... عزیزم یک بار دیگر            | ۱۹۹۹ | [ ۲۸ ]        |
| "Tik Tik Boom" featuring تی.آی. | بریتنی اسپیرز Anthony Preston Onique Williams تی.آی. Andre Lindal Damien LeRoy Joakim Haukaas                                | بریتنی جین                       | ۲۰۱۳ | [ ۲۴ ]        |
| "Til It's Gone" | بریتنی اسپیرز Jenson Vaughan Rosette Sharma Anthony Preston دیوید گتا Giorgio Tuinfort ویل.آی.ام                             | بریتنی جین                       | ۲۰۱۳ | [ ۲۴ ]        |
| "تا دنیا دنیاست" | دکتر لوک Alexander Kronlund مکس مارتین کشا                                                                                   | زن افسونگر                       | ۲۰۱۱ | [ ۳۲ ]        |
| "غذاخوری تام" ≠ · جورجو مورودر featuring Britney Spears                                                                                            | سوزان وگا | Déja Vú                          | ۲۰۱۵ | [ ۶۵ ]        |
| "Touch of My Hand" | بریتنی اسپیرز Jimmy Harry د کلاچ Sheppard Solomon                                                                            | داخل محدوده                      | ۲۰۰۳ | [ ۳۵ ]        |
| "سمی (ترانه)" | کتی دنیس بلادشای اند اوانت Henrik Jonback                                                                                    | داخل محدوده                      | ۲۰۰۳ | [ ۳۵ ]        |
| "Toy Soldier" | بلادشای اند اوانت Magnus Wallbert Sean Garrett                                                                               | خاموشی                           | ۲۰۰۷ | [ ۳۶ ]        |
| "Trip to Your Heart" | بلادشای اند اوانت Henrik Jonback مگنوس لیدهال Nicole Morier Sophie Stern                                                     | زن افسونگر                       | ۲۰۱۱ | [ ۳۲ ]        |
| "Trouble" | بلادشای اند اوانت Henrik Jonback د کلاچ Patrick Smith                                                                        | سیرک                             | ۲۰۰۸ | [ ۵۹ ]        |
| "Trouble for Me" | فریزر اسمیث Heather Bright Livvi Franc                                                                                       | زن افسونگر                       | ۲۰۱۱ | [ ۳۲ ]        |
| "تو غیرعادی" | بلادشای اند اوانت Henrik Jonback Kasia Livingston                                                                            | سیرک                             | ۲۰۰۸ | [ ۳۳ ]        |
| "Up n' Down" | شلبک (تهیه‌کننده موسیقی) مکس مارتین Savan Kotecha                                                                             | زن افسونگر                       | ۲۰۱۱ | [ ۴۳ ]        |
| "Walk on By" | Jörgen Elofsson David Kreuger                                                                                                | "قوی‌تر (ترانه بریتنی اسپیرز)" *  | ۲۰۰۰ | [ ۶۶ ]        |
| "ما تو را به جنب‌وجوش می‌اندازیم" ≠ with بیانسه and پینک (خواننده)                                                                                   | برایان می | Pepsi: Dare For More             | ۲۰۰۴ | [ ۶۷ ]        |
| "What It's Like to Be Me" | جاستین تیمبرلیک وید رابسون                                                                                                   | بریتنی                           | ۲۰۰۱ | [ ۲۷ ]        |
| "What You Need" | بریتنی اسپیرز Carla Williams Tramaine Winfrey Simon Smith                                                                    | گلوری                            | ۲۰۱۶ | [ ۳۱ ]        |
| "What U See (Is What U Get)" | Per Magnusson David Kreuger Jörgen Elofsson رامی یعقوب                                                                       | اوه!... باز هم دسته‌گل به آب دادم | ۲۰۰۰ | [ ۳۸ ]        |
| "چه خبر است" ≠ · among Artists Against AIDS Worldwide                                                                                              | Al Cleveland Renaldo Benson ماروین گی                                                                                        | تک‌آهنگ بدون آلبوم                | ۲۰۰۱ | [ ۶۸ ]        |
| "When I Found You" | Jörgen Elofsson Dan Hill | بریتنی                           | ۲۰۰۱ | [ ۶۹ ]        |
| "When Your Eyes Say It" # | داین وارن | اوه!... باز هم دسته‌گل به آب دادم | ۲۰۰۰ | [ ۳۸ ]        |
| "Where Are You Now" | مکس مارتین Andreas Carlsson                                                                                                  | اوه!... باز هم دسته‌گل به آب دادم | ۲۰۰۰ | [ ۳۸ ]        |
| "Why Should I Be Sad" | فارل ویلیامز | خاموشی                           | ۲۰۰۷ | [ ۳۶ ]        |
| "زن‌باره (ترانه)" | Nikesha Briscoe Rafael Akinyemi                                                                                              | سیرک                             | ۲۰۰۸ | [ ۳۳ ]        |
| "سلیطه کار کن" | بریتنی اسپیرز ویل.آی.ام Otto Jettman Sebastian Ingrosso Derek Weintraub Anthony Preston Ruth-Anne Cunningham                 | بریتنی جین                       | ۲۰۱۳ | [ ۲۴ ]        |
| "دیوانه(ام کردی)" | Jörgen Elofsson Per Magnusson David Kreuger مکس مارتین                                                                       | ... عزیزم یک بار دیگر            | ۱۹۹۹ | [ ۲۸ ] [ ۷۰ ] |
| "تو همه را گرفتی" #≠ | Rupert Holmes | اوه!... باز هم دسته‌گل به آب دادم | ۲۰۰۰ | [ ۳۸ ]        |